# Engelse literatuur

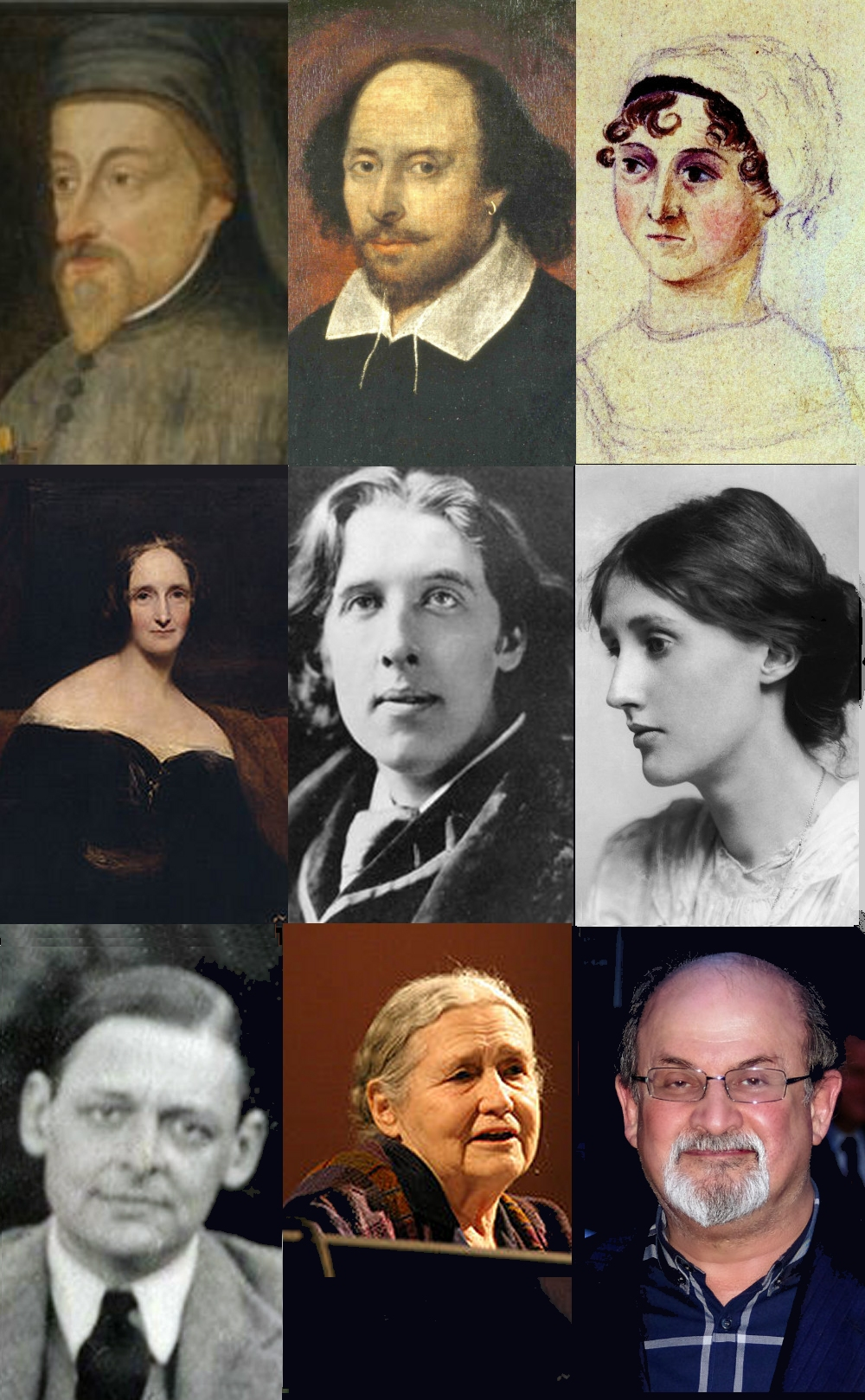
Geoffrey Chaucer, William Shakespeare, Jane Austen, Mary Shelley, Oscar Wilde, Virginia Woolf, T.S. Eliot, Doris Lessing, Salman Rushdie

Engelse literatuur is literatuur in het Engels, strikt genomen geschreven door ingezetenen van de Britse Eilanden (inclusief Ierland), van de 7e eeuw tot heden. Dit nationaal criterium (uit Engeland/Groot-Brittannië afkomstig zijn) blijkt in de praktijk – om historische en andere redenen – echter niet steeds te voldoen, zodat in vrijwel alle bekende geschiedenissen van de Engelse literatuur geen scherpe afbakening wordt gehanteerd. Zo worden enkele vooraanstaande 20e-eeuwse Engelstalige schrijvers als Joseph Conrad en Tom Stoppard, die buiten Groot-Brittannië zijn geboren, toch opgenomen in bloemlezingen en studies over Engelse literatuur. De belangrijkste Engelstalige literatuur geschreven buiten de Britse Eilanden wordt echter behandeld in afzonderlijke artikelen zoals Amerikaanse literatuur, Canadese literatuur en Australische literatuur. Voor anderstalige literatuur van Groot-Brittannië en Ierland, zie Britse literatuur, Schotse literatuur, Welshe literatuur en Ierse literatuur.
De geschiedenis van de Engelse literatuur begint in de vroege middeleeuwen, met het epische gedicht Beowulf als literair hoogtepunt in het Oudengels. De volgende mijlpaal is het werk van de 14e-eeuwse Middelengelse dichter Chaucer, die vooral herinnerd wordt als de auteur van The Canterbury Tales. Tijdens de Engelse renaissance beleefde het drama en de poëzie een bloeiperiode met schrijvers als Shakespeare en Jonson. Een andere grote dichter van de 17e eeuw was Milton, auteur van het epische gedicht Paradise Lost. Het einde van de 17de en het begin van de 18e eeuw zijn vooral geassocieerd met satire, onder meer herkenbaar in de poëzie van Pope en in de prozawerken van Swift. In de 18e eeuw zagen ook de eerste Britse romans het licht, terwijl de late 18e en vroege 19e eeuw de periode werd van de romantische dichters. In het Victoriaanse tijdperk, in de tweede helft van de 19e eeuw, werd de roman het overheersende literaire genre in het Engels, vooral gedomineerd door Charles Dickens. In de 20e eeuw werden de Ierse schrijvers Joyce en later Beckett de leidende figuren van de modernistische beweging, samen met de dichters Eliot (tot Brit genaturaliseerd) en de naar Londen verhuisde Amerikaan Pound. In de 20e en 21e eeuw zijn veel belangrijke in het Engels publicerende schrijvers zoals Rushdie afkomstig van buiten het Verenigd Koninkrijk. De term postmoderne literatuur wordt gebruikt om bepaalde tendensen te beschrijven van de literatuur van na de Tweede Wereldoorlog.

## Oudengelse periode (500–1150)

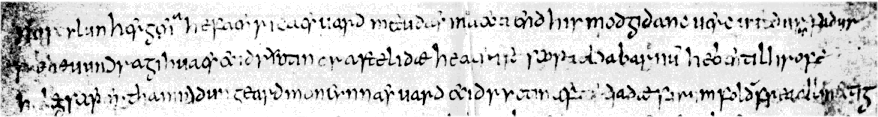
Caedmon's Hymn in de Historia ecclesiastica gentis Anglorum van Beda (handschrift Moore Bede, ca. 737

Oudengelse literatuur, of Angelsaksische literatuur, omvat literatuur geschreven in het Oudengels in de periode volgend op de vestiging van de Saksen en andere Germaanse volken in Engeland na de terugtrekking van de Romeinen. Deze periode eindigde met de Normandische verovering van Engeland in 1066, al werd Oudengels in Engeland en Zuid-Schotland nog gesproken tot circa midden 12e eeuw.

### Kenmerken
Oudengelse poëzie kenmerkte zich, behalve door alliteratie, door een opvallend gebruik van tropen, figuurlijke beschrijvingen waaruit de toehoorder zelf de letterlijke betekenis moest afleiden. Zo betekende 'banhus' (bone house) 'menselijk lichaam', en 'hronrad' (whale road) 'de zee'. De gedichten waren meestal kort. Beowulf vormt een uitzondering en is het enige bekende lange epische gedicht. Ook de taalrijkdom valt op: zo zijn er voor vaak gebruikte woorden als strijd, koning, strijder, paard, schip, zee enzovoort talrijke alternatieven. Beowulf bevat ook meer dan 1000 van de hogergenoemde samenstellingen ('kennings') die mee het ritme van de versregels bepaalden.

### Auteurs
De meeste Oudengelse dichters zijn anoniem; twaalf zijn bij naam bekend uit middeleeuwse bronnen, maar slechts vijf van hen zijn ons nu bekend door hun werken in de volkstaal: Adelmus, Caedmon, Beda, Alfred de Grote en Cynewulf. Deze laatste leefde in de 8e of 9e eeuw en was waarschijnlijk afkomstig uit Northumbria. Twee religieuze gedichten uit het Exeter Book zijn van zijn hand, en sommigen noemen hem ook als mogelijke auteur van The Dream of the Rood.

### Belangrijke teksten

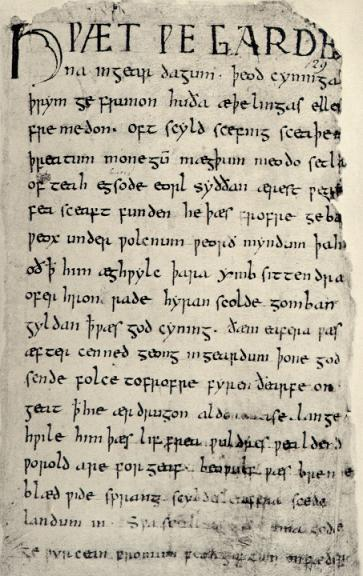
Eerste pagina uit Beowulf

In de vroege Britse cultuur was de mondelinge traditie nog zeer sterk en de meeste werken werden geschreven om opgevoerd te worden. Epische gedichten waren dus heel populair en vele ervan, Beowulf inbegrepen, zijn tot op heden bewaard in het rijke corpus van de Angelsaksische literatuur, nauw verwant aan de Noorse en vooral IJslandse literatuur. Heel wat van de Angelsaksische verzen in de voorhanden manuscripten zijn waarschijnlijk "mildere" adaptaties van oudere Viking- en Germaanse oorlogsverzen van het Europese vasteland. Toen deze poëzie Engeland bereikte, gebeurde dat nog steeds door middel van mondelinge overlevering, van generatie op generatie. Het uitbundig gebruik van alliteratie en herhalen van medeklinkers was een techniek, bedoeld om de verzen beter te memoriseren. Deze rijmen zijn een kenmerk van Germaanse talen en onderscheiden zich van het in Romaanse talen gebruikelijke eindrijm en benadrukken van klinkers.
De eerste in Oudengels opgeschreven teksten verschenen in de middeleeuwen. De oudste ons overgeleverde tekst is het enkele regels tellende Cædmon's Hymn (ca. 670). In deze eerste in het Engels bekende lofzang wordt verteld hoe Caedmon, een leek die op het landgoed van een klooster in Whitby in Northumbria werkt, de stem van God hoort. De monniken van Whitby bewaarden het werk. Christelijke monniken en nonnen waren namelijk de bewaarders van de (Engelse) cultuur in die tijd, want zij waren feitelijk de enigen die konden lezen en schrijven. Hoewel er ook hymnen in het Latijn bestonden, is het gros van wat zij bewaarden geschreven in het Oudengels, de taal van Angelen, Saksen en Juten. Kenmerkend is dat Caedmon's Hymn en andere Oudengelse teksten zoals Deor (Deor's Lament) en The Seafarer in de eerste persoon verteld zijn, en dat het telkens om belevenissen van gewone mensen gaat. The Seafarer en The Wanderer zijn samen met andere Oudengelse teksten bewaard in het Exeter Book (einde 10e eeuw), een manuscript dat uitsluitend poëzie bevat en nog steeds bewaard wordt in de bibliotheek van de kathedraal van Exeter in Devon.
Mogelijk de meest 'christelijke tekst' in het Oudengels is The Dream of the Rood, De Droom van het Kruis (ca. 700), een bijzonder visueel geschreven tekst met tal van verwijzingen naar Latijnse hymnen en liturgie waarin plezier en lijden, licht en donker, en aardse werkelijkheid met de zegen van de hemel tegenover elkaar worden geplaatst.

### Na 1066: invloed van de Franse taal en cultuur
De wereld van de Oudengelse literatuur schetst ons een harde mannenmaatschappij, met strijders en oorlogen waarin het individu zich met of zonder steun van zijn heer probeert staande te houden. Dit alles zou geleidelijk maar radicaal veranderen als gevolg van de Normandische verovering van Engeland in 1066. De Normandiërs staken vanuit Frankrijk Het Kanaal over en wonnen de Slag bij Hastings, waardoor het Koninkrijk Engeland in handen kwam van Willem de Veroveraar en zijn familie. Zij brachten ook de Franse cultuur en taal met zich mee, en in de daaropvolgende twee eeuwen volgde een periode van integratie van de twee talen. Frans werd vanaf de 12e tot de late 14e eeuw volop in Engeland geschreven en gesproken, en het was pas na het verloren gaan van Franse bezittingen begin 13e eeuw dat de Normandische aristocraten bewust een meer 'Engelse' identiteit begonnen na te streven. Als gevolg van die vermenging van die twee culturen en talen begon de Middelengelse literatuur zich, onder invloed vooral van Franse minstrelen, zangers en dichters, op nieuwe thema's te richten. De (hoofse) liefde die de troubadours in het Zuiden van Frankrijk bezongen verdrong nu in Engeland de zwaarmoedige literatuur van de krijger.

## Middelengelse periode (1150–1500)

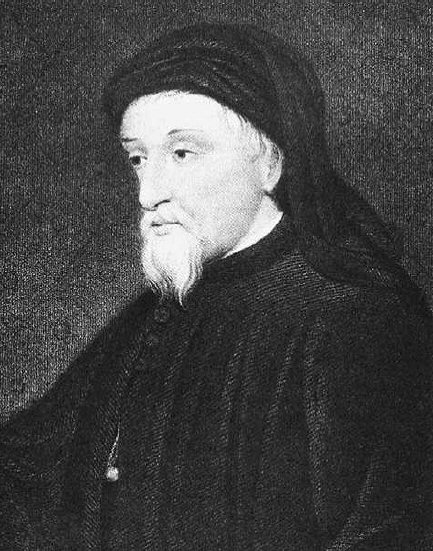
Geoffrey Chaucer

Middelengelse literatuur verwijst naar de literatuur geschreven in een vorm van de Engelse taal in de periode vanaf 1066 (de Normandische verovering) tot ongeveer 1470.

### Londen als cultureel en literair centrum
Schrijvers als John Gower, William Langland en Geoffrey Chaucer maakten deel uit van de culturele en literaire kring rond Londen, toen de hoofdstad van het Koninkrijk Engeland. Dat koninkrijk strekte zich ook uit over verschillende regio's in Frankrijk en het was hoofdzakelijk via Londen dat Europese invloeden Engeland bereikten. De Chancery Standard, een dialect gesproken in de omgeving van Londen, werd toen de facto de standaardtaal, niet in het minst door de invoering van de drukpers in Engeland door William Caxton. Behalve in het dominante Londense Engels werden ook teksten in andere 'provinciale' dialecten geschreven, meestal anoniem. Enkele bekende voorbeelden hiervan zijn de ridderroman Sir Gawain and the Green Knight, en de gedichten Patience, Pearl en Cleanness.

### Poëzie
Layamon's Brut (ca. 1190 – 1215), ook bekend als De Kroniek van Groot-Brittannië, is een 16.095 regels lang gedicht in het Middelengels van de Engelse priester Layamon. Het vertelt de geschiedenis van Groot-Brittannië en is hiermee de eerste geschiedschrijving in het Engels sedert de Angelsaksische Kroniek.
Omstreeks de tijd dat Layamon zijn Brut schreef, was er ook een groeiende populaire traditie van liederen en ballades ontstaan, een minder 'literaire' tak van Middelengelse literatuur.
Van William Langland (ca. 1332 – ca. 1386) wordt verondersteld dat hij de schrijver is van het 14e-eeuws Engelse droomvisioen Piers Plowman, een gedicht geïnspireerd op het plattelandsleven dat de Engelse tradities en Franse romanceinvloeden samenbrengt.
Zonder meer de belangrijkste schrijver uit deze periode is Geoffrey Chaucer, vooral bekend door zijn Canterbury Tales. Chaucer zou ook meegewerkt hebben aan The Romaunt of the Rose, een gedeeltelijke vertaling in het Middelengels van de Franse allegorie, de Roman de la Rose. Ook zijn vriend John Gower schreef zijn bekendste werk, Confessio Amantis, in het Engels. Wat Chaucer betekende voor de Engelse poëzie, was Juliana van Norwich voor proza. Met haar mystieke teksten over haar openbaringen, Revelations of Divine Love, was zij de eerste grote schrijver van Engels proza.

### Toneel
In deze periode ontstonden, vanuit de kerkelijke liturgie, vele religieus getinte mysteriespelen en mirakelspelen. Een groot aantal daarvan is terug te vinden in bewaard gebleven cycli, die in verschillende Engelse steden werden opgevoerd, zoals onder meer de York-cyclus. Hieruit ontwikkelden zich de meer beschouwende en allegorische moraliteiten, toneelstukken met een zedenles in de volkstaal.

### Andere overgeleverde Middelengelse teksten
- The Owl and the Nightingale (ca. 1225), mogelijk geschreven door "Master Nicholas of Guildford" (die ook in het verhaal optreedt), is een gedicht over een debat tussen een ernstige uil en een levenslustige nachtegaal die op een komische wijze elkaars levensopvatting bekritiseren.
- King Horn (ca. 1225) is de vroegste bekende romance in het Engels, een genre met de typische kenmerken van de Franse hoofse verhalen die zich nu tegen een Engelse achtergrond afspelen.
- The Book of Margery Kempe, (ca. 1435) wordt beschouwd als de eerste Engelse autobiografie; het werk werd gedicteerd door een vrouw die niet kon lezen of schrijven.
- John Lydgate, een bewonderaar van Chaucer, was zelf een enorm productief en getalenteerd dichter en schreef onder meer The Siege of Thebes (1420) in de stijl van zijn grote voorbeeld. Zijn boek over Troye (Troye Book, 1412-1420), is aanzienlijk langer dan Chaucers Troilus and Criseyde.

De laat-15e-eeuwse auteurs Sir Thomas Malory (Le Morte d'Arthur) en de als 'Poet Laureate' gelauwerde satiricus John Skelton kunnen beschouwd worden als belangrijke overgangsfiguren van de Engelse literatuur van de middeleeuwen naar die van de hierna besproken renaissance.

## Engelse renaissance (1500–1650)

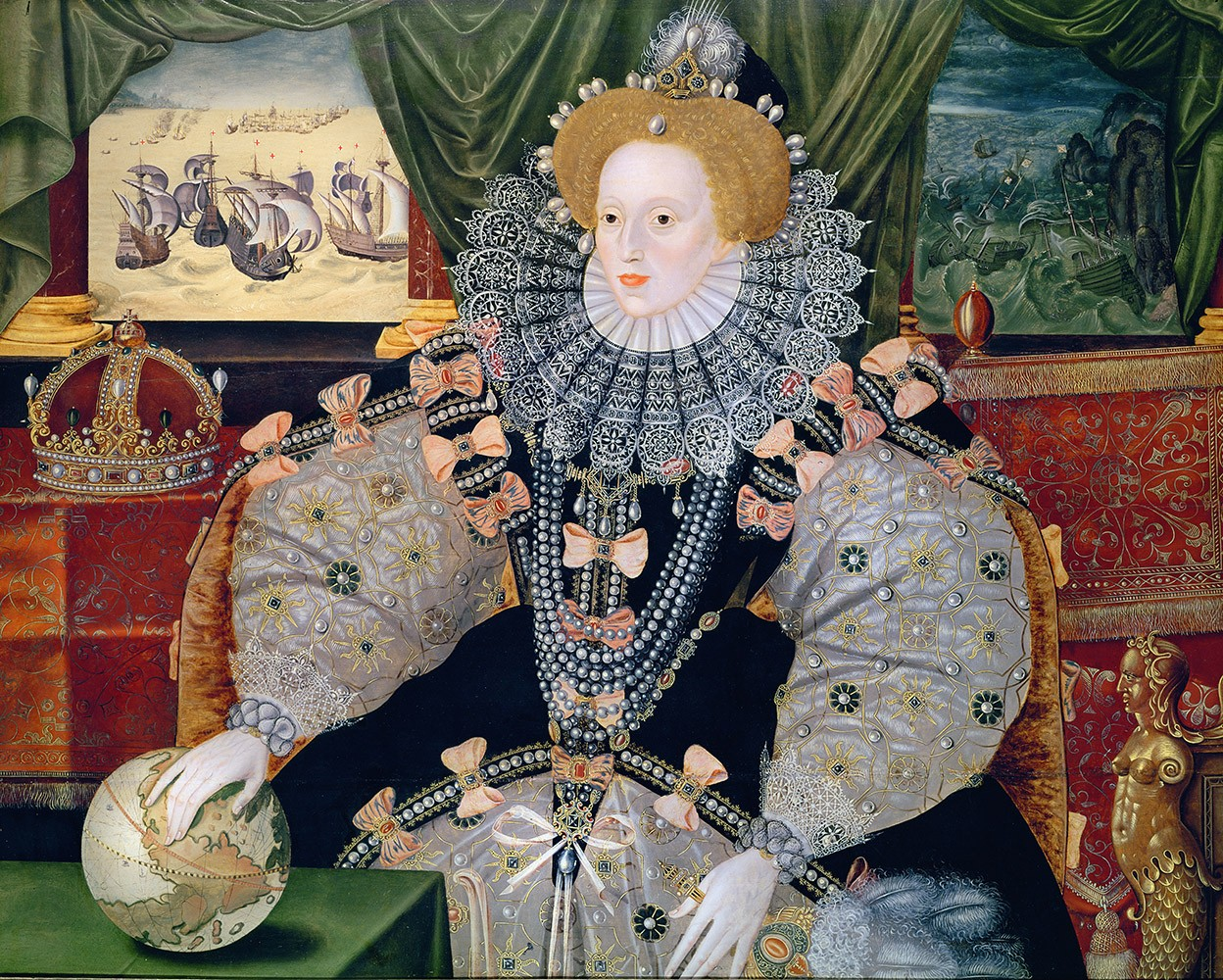
Koningin Elizabeth I van Engeland

Met 'vroegmodern' omschrijft men de periode in de ontwikkeling van de Engelse taal vanaf ongeveer het einde van de Middelengelse periode tot 1650. De eerste editie van de King James Bible valt hierin, alsook de werken van William Shakespeare. In de vroegmoderne periode werd een begin gemaakt met de standaardisatie van het Engels, die samenviel met de "Grote klinkerverschuiving" waarbij de klinkers uit het Middelengels voortaan anders werden uitgesproken. Dit vroegmoderne Engels levert voor moderne sprekers van het Engels niet veel problemen op omdat het niet zo veel verschilt van het huidige Engels. Het is wel zo dat de spelling en de grammatica op een aantal punten afwijkt, en heel wat woorden mettertijd een andere betekenis kregen.
Deze periode valt samen met de heerschappij van het Huis Tudor vanaf hun eerste koning Hendrik VII (1457–1509) tot de culturele hoogbloei onder Elizabeth I (1558– 1603) en twee koningen van de Stuartdynastie, en eindigt met de tijdelijke afschaffing van de monarchie in 1649. Als alternatieve benaming wordt ook wel over elizabethaanse periode gesproken, hoewel de Engelse renaissance al vóór het bewind van Elizabeth I begon en niet plotseling tot een eind kwam met haar dood.

### Toneel

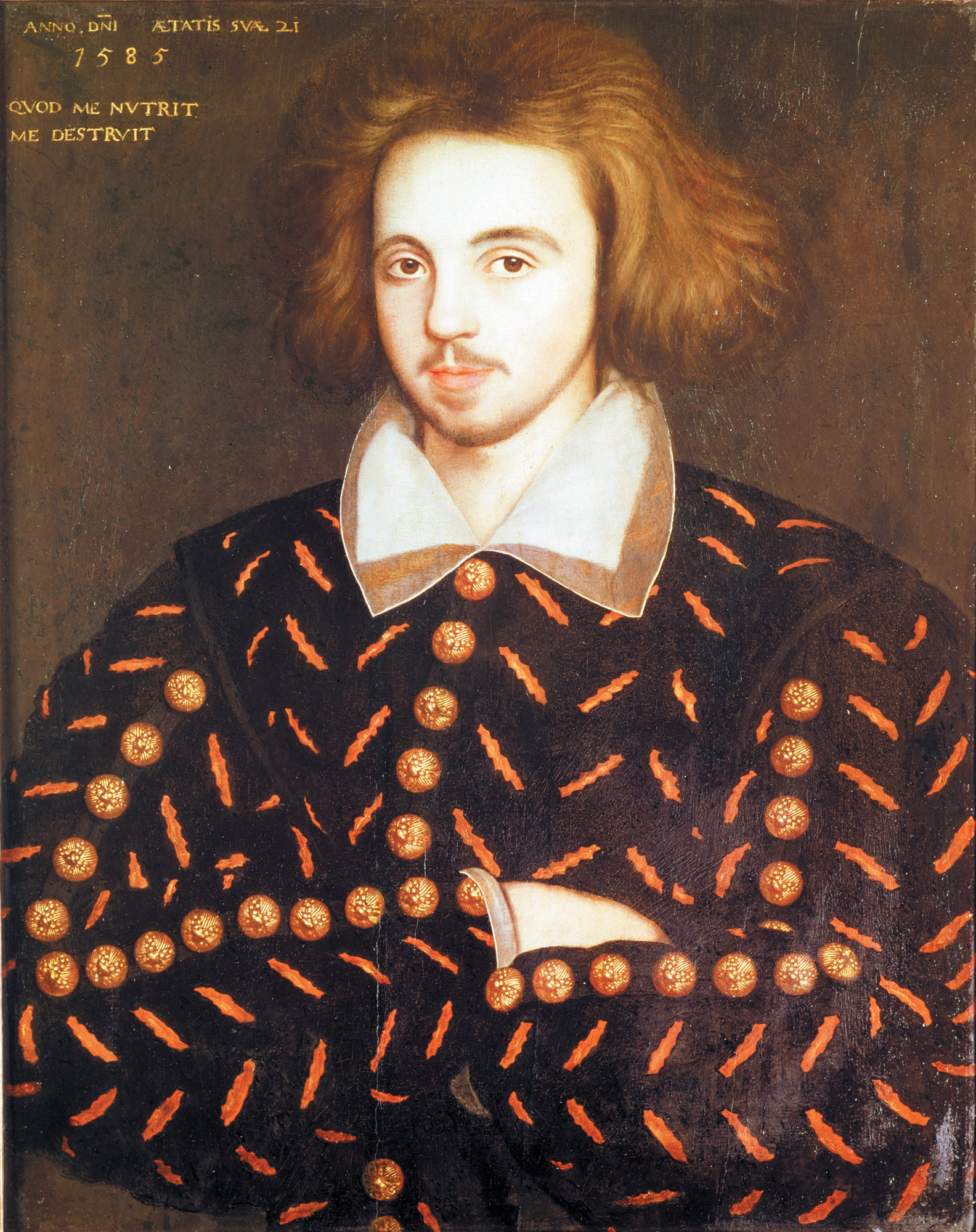
Christopher Marlowe

Vooral onder koningin Elizabeth I kende Engeland een ongekende bloei van de literatuur, in het bijzonder op gebied van het drama. De Italiaanse renaissance had het oude Griekse en Romeinse theater herontdekt, wat een enorme stimulans betekende voor de ontwikkeling van nieuw eigentijds drama, dat hiermee uit het spoor trad van de middeleeuwse mysterie- en mirakelspelen. De Italianen lieten zich vooral inspireren door Seneca en Plautus, maar schuwden niet om hun drama's met meer spektakel en bloedvergieten te kruiden dan Seneca's ethiek het voorschreef. De Engelse toneelschrijvers waren geïntrigeerd door het Italiaanse model, geïntroduceerd in Londen door een groep Italiaanse acteurs. Giovanni Florio's invloed kan in het bijzonder vernoemd worden, doordat hij de Italiaanse taal en cultuur naar Engeland bracht. Het valt ook niet te ontkennen dat het tijdperk van koningin Elizabeth I zeer gewelddadig was, zodat de Italiaanse plots met politieke moorden, belichaamd door Niccolò Machiavelli's werk, gretig gesmaakt werden door de Engelse toeschouwers. Het ten tonele voeren van dit soort geweld was waarschijnlijk ook een vorm van catharsis voor wie er naar keek. Als voorbeeld gold The Spanish Tragedy van Thomas Kyd, die meteen de aanzet gaf voor een nieuw genre: de wraaktragedie (revenge tragedy of revenge play) waarin het motief van wraak en bloedige vergelding de Engelse harten sneller deed slaan.
Andere grote namen van het elizabethaans theater zijn Thomas Dekker en Christopher Marlowe. "Was Christopher Marlowe (1564-1593) niet op 29-jarige leeftijd doodgestoken", zegt Anthony Burgess, "dan zou hij Shakespeare mogelijk hebben kunnen evenaren." Marlowe werd op een paar weken na ongeveer gelijk met Shakespeare geboren en moet hem goed gekend hebben. Marlowes onderwerpen waren echter verschillend. Hij richtte zich meer op de tragiek van de renaissancemens, op de nieuwe wetenschappen en Germaanse mythen, zoals die over de wetenschapper en magiër Doctor Faustus.

### Poëzie
De belangrijkste dichters uit deze periode zijn Edmund Spenser en Sir Philip Sidney. En natuurlijk mag koningin Elizabeth I niet worden vergeten, die zelf gelegenheidsgedichten schreef zoals On Monsieur’s Departure. Dichters die wat in de schaduw van Shakespeare werkten, maar niettemin belangrijk waren, zijn Francis Beaumont en John Fletcher die met grote waarschijnlijkheid Shakespeare hebben geholpen bij het schrijven van sommige van zijn drama's.

### William Shakespeare (1564–1616)

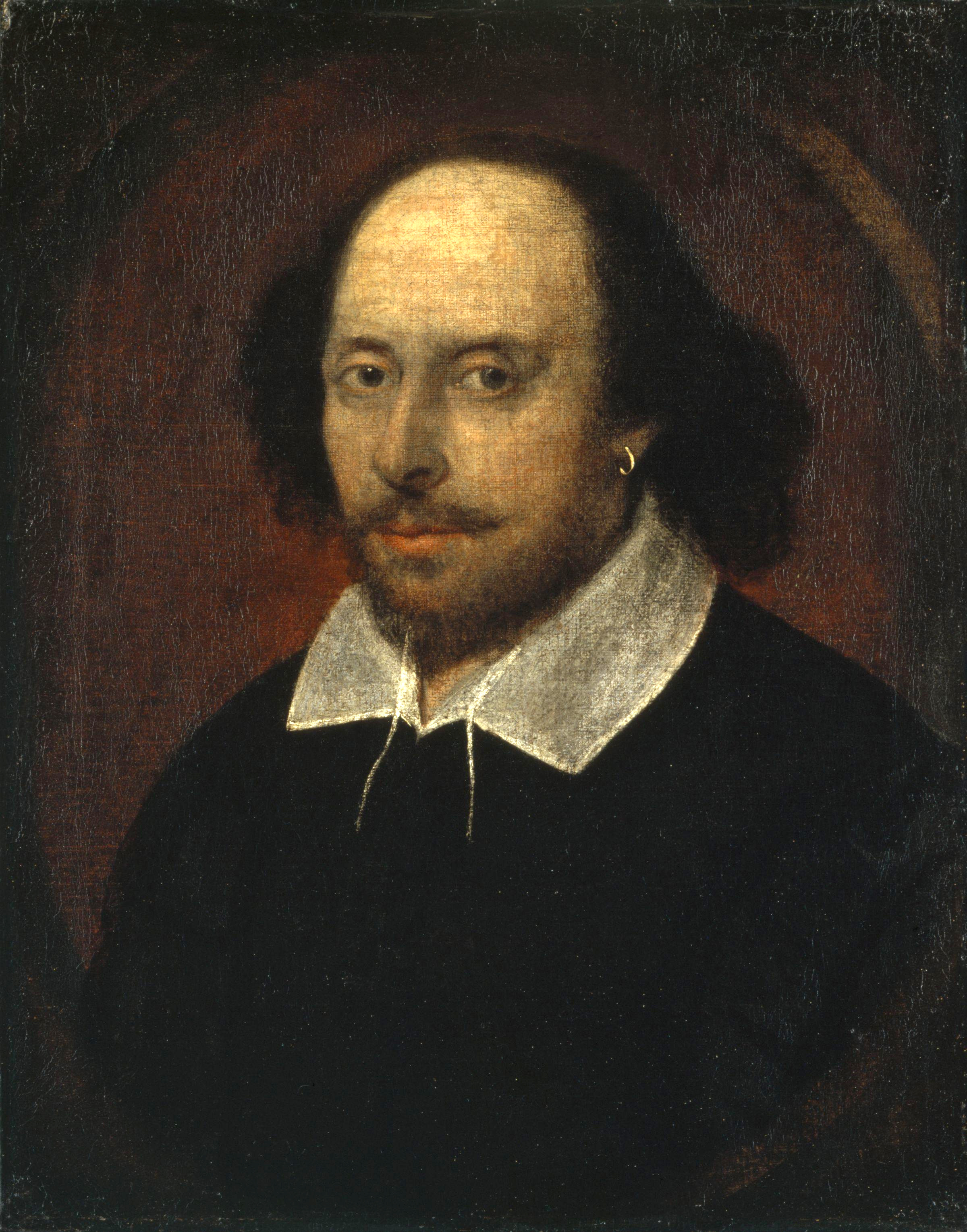
William Shakespeare

Voortbouwend op vroege elizabethaanse drama's zoals Gorboduc van Thomas Sackville en Thomas Norton, en The Spanish Tragedy van Kyd – die het materiaal leverde voor Hamlet – rijst de figuur op van Shakespeare als dichter en toneelschrijver. Hij ontbeerde de universitaire opvoeding die andere tijdgenoten van hem wel hadden genoten, maar dat belette hem niet om zijn talent te ontplooien. Hij schreef gemiddeld twee toneelstukken per jaar en dit gedurende twintig jaar, eerst komedies en historiestukken, daarna tragedies en ten slotte romances. Zijn tragedies kenden veel succes, maar het zijn vooral de stukken die hij op rijpere leeftijd schreef die hem eeuwige literaire roem bezorgden: Hamlet, Romeo and Juliet, Othello, King Lear, Macbeth, Antony and Cleopatra en The Tempest. Shakespeare populariseerde ook het Engels sonnet dat verschilde van de klassieke Italiaanse sonnetvorm. Bij zijn dood in 1616 was slechts de helft van zijn stukken gedrukt. Het ging om 19 quarto's, piraatversies die vaak van bedenkelijke kwaliteit waren. Ongetwijfeld geprikkeld door deze gang van zaken besloten twee van zijn collega-acteurs in 1623 een verzameleditie uit te brengen met 36 van zijn toneelstukken. Deze uitgave, die de titel Comedies, Histories and Tragedies draagt, is gekend als de First Folio. Zonder dit initiatief zouden meesterwerken zoals Macbeth en The Tempest verloren zijn gegaan.
Na Shakespeares dood werd de dichter en toneelschrijver Ben Jonson de leidende literaire figuur. Jonson was een meesterlijk stilist en briljant satireschrijver. Navolgers van Jonsons stijl zijn onder meer Beaumont en Fletcher, die de knappe komedie The Knight of the Burning Pestle schreef. 

Het revenge play – geïntroduceerd door Thomas Kyd en John Webster – bleef ook in deze periode heel populair. Ook George Chapman oogstte succes met zijn subtiele drama's met wraakmotief. De King James Bible die in 1611 verscheen, zou bekend blijven als een van de grootste literaire meesterwerken in het Engels. Behalve Shakespeare, die de vroege 17e eeuw domineerde, waren de belangrijkste dichters uit deze periode John Donne en andere metaphysical poets.

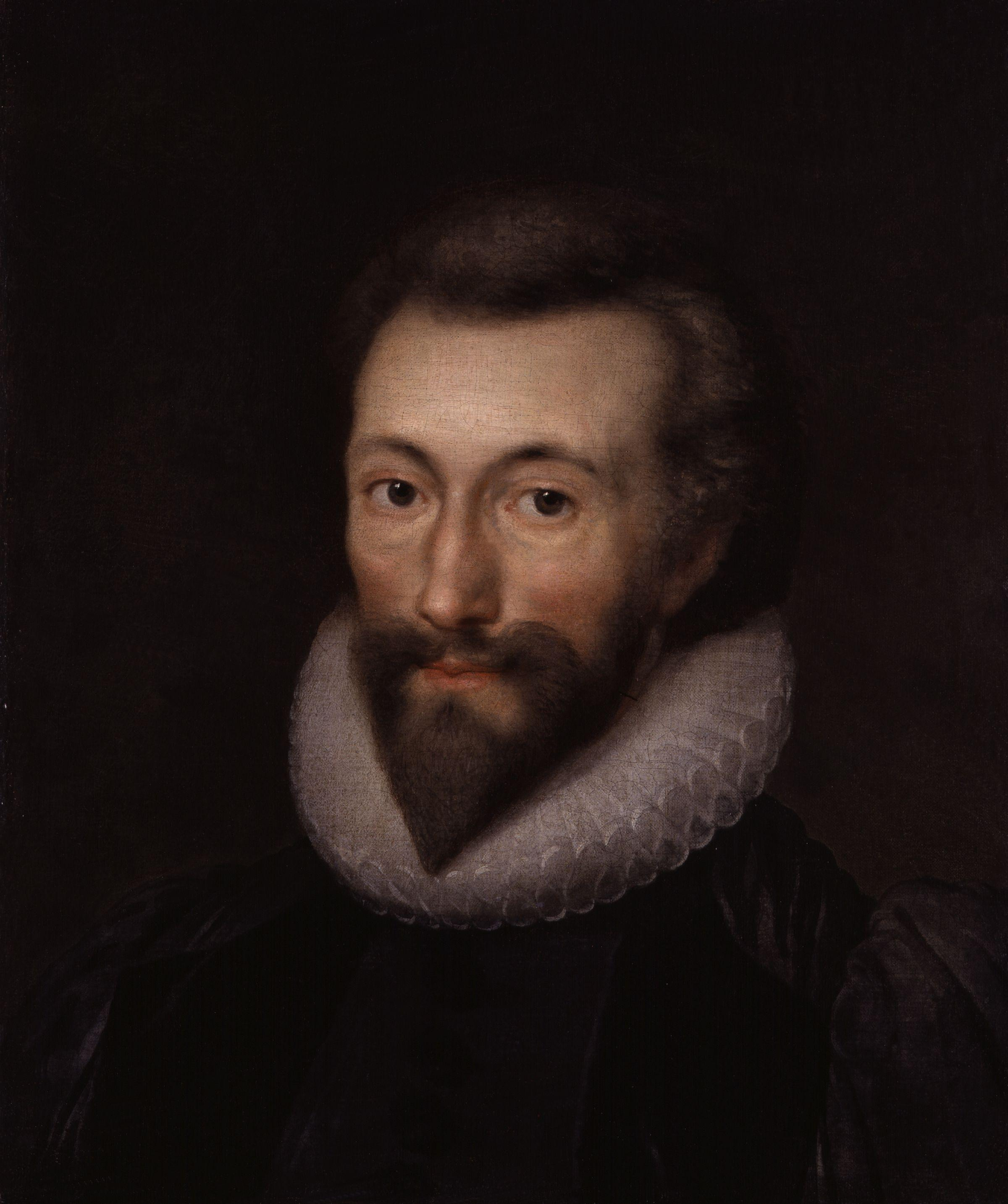
John Donne

## Protectoraat en restauratie (1649–1700)

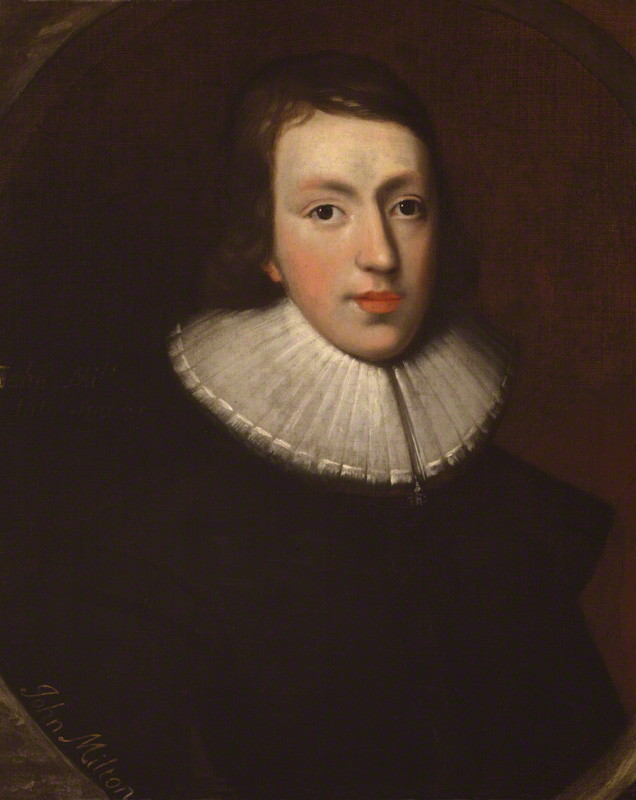
John Milton

### Politieke pamfletten en dagbladen
Midden 17e eeuw, onder koning Karel I, was Engeland verscheurd door een burgeroorlog. Als gevolg daarvan kende het schrijven van politieke pamfletten door sympathisanten van beide partijen (koningsgezinden tegenover aanhangers van Oliver Cromwell) een grote bloei. Leviathan van Thomas Hobbes werd een van de bekendste werken van de Britse politieke filosofie. In dezelfde periode verschenen heel wat nieuwe boeken en werd er ook een begin gemaakt met voorlopers van het Britse dagblad. Journalisten als Henry Muddiman, Marchamont Needham en John Birkenhead gaven hierin de standpunten van de strijdende partijen weer. Auteurs van dergelijke werken werden echter vaak vervolgd en gearresteerd, zodat de drukpersen noodgedwongen ondergronds gingen. John Milton wierp zich met zijn schitterend politiek pamflet Areopagitica op als verdediger van de persvrijheid. Aan het begin van die burgeroorlog (1642) werden alle theaters gesloten, om pas een generatie later in 1660 terug open te gaan in de veranderde samenleving van de Engelse restauratie.

### Proza
De periode van de Restauratie was vooral een prozaïsche tijd waarin wetenschappelijke nieuwsgierigheid en filosofische reflectie de plaats innamen van emotionele ontlading en hoge verbeelding. Zelfs de poëzie werd prozaïsch, terwijl het proza gekenmerkt werd door het vermijden van decoratieve stijlelementen. Dit streven naar soberheid en helderheid in essays, dagboeken en kronieken kan worden gezien als een tendens die culmineerde in de 'Augustan age', met haar nadruk op vorm, gepolijstheid, soberheid en elegantie. De schrijvers van de restauratie legden de basis voor wat de moderne prozastijl zou worden.

### Poëzie
De poëzie werd gedomineerd door de neoklassieke kenmerken ten koste van het lyrisch gedicht. De ode was bij dichters een favoriete vorm, terwijl de satire zoals vertegenwoordigd door Samuel Butler en John Dryden een prominente plaats begon in te nemen in de poëzie van deze periode. Eveneens opmerkelijk was de ontwikkeling van het heroic couplet.
Tijdens de burgeroorlog schreven de cavalier poets, een groep dichters die het regime van koning Karel I steunden, een lichtere vorm van poëzie over seculiere onderwerpen. De bekendsten onder hen waren Ben Jonson, Robert Herrick, Richard Lovelace, Thomas Carew en John Suckling. Andrew Marvell maakte enkele van de opmerkelijkste gedichten van de 17e eeuw, zoals To His Coy Mistress ('Aan zijn bedeesde geliefde') waarin hij sterfelijkheid als argument gebruikt om een meisje te overhalen haar maagdelijkheid op te geven.
John Dryden, die Cromwells dood nog had bezongen in heroïsche stanza's (1659), evoceerde in zijn gedicht Astrae Redux de terugkeer van de koning per schip. Ook bij Edmund Waller, die voordien Cromwell prees, ziet men iets gelijkaardigs. Karel II's terugkeer bracht heel wat dichterlijke pennen in beweging. In deze periode verscheen ook John Miltons epische gedicht Paradise Lost (1667). Poëzie was tijdens de Engelse Restauratie overigens de populairste en meest significante vorm van literatuur. Gedichten becommentarieerden politieke gebeurtenissen en waren een weerspiegeling van hun tijd. Tijdens het bewind van Karel II en Jacobus II werd veel politieke satire geschreven. Omdat drukken onderworpen was aan censuur, circuleerden op grote schaal anonieme manuscripten. De reeds genoemde dichter Andrew Marvell, die in de periode 1659-1678 als parlementslid voor Hull zetelde, was een van degenen die langs deze weg zijn gedichten verspreidde.
Tot de lyrische dichters uit deze periode behoren Thomas Traherne (die tot de metaphysical poets wordt gerekend), Charles Cotton, Edmund Waller. Tot de bekendste dichters van de court poets behoren de hoveling graaf John Wilmot, lord Charles Sackville en de politicus John Sheffield. Satirische dichters waren onder meer John Oldham en Samuel Butler.

### Toneel
In 1642 werden de theaters officieel gesloten en ze zouden pas officieel heropend worden in 1660. Na de cesuur van de Engelse Burgeroorlog werden bij de troonsbestijging van Karel II de theaters onder koninklijke bescherming gesteld, en voor het eerst verschenen vrouwen op het toneel. Het theater van de Restauratie staat bekend als gevat, cynisch en dikwijls libertijns. Toneelschrijvers uit deze periode maakten veelal verwijzingen naar de actualiteit door middel van uitgebreide prologen en epilogen. Spektakelscènes met schuivende decors en ingenieuze machines moesten het publiek imponeren; geweld en seksuele toespelingen in de tekst versterkten hierbij het overdonderingseffect, ook wanneer het toneelstuk tekstueel zwak was.

#### Komedies
De literatuur geschreven tijdens de Restauratie valt samen met de laatste jaren van het regime van de Stuarts in Engeland, Schotland, Wales en Ierland. In het algemeen gaat het om een vrij homogeen geheel van teksten en stijlen als reactie tegen of verdediging van de terugkeer van het koningschap onder Karel II. Bekend uit deze periode zijn onder meer de komedies van John Dryden, William Wycherley en George Etherege over het leven aan het hof. De comedy of manners kwam tot ontwikkeling dankzij Wycherley en William Congreve. Dit soort ironische komedie stak de draak met de losbandige levensstijl van gegoede modegekken (‘fops’) en bezat vaak een ingewikkelde plot met vermommingen, persoonsverwisselingen en promiscue uitspattingen. Dergelijke wilde, brutale kluchten, zoals die van George Farquhar en John Vanbrugh, kregen in puriteinse kringen het etiket ‘immoreel’ opgeplakt en zouden aan het begin van de 18e eeuw tot een tegenreactie leiden, waarbij het theater juist uitgesproken sentimenteel en tranerig werd.

#### Tragedies
Thomas Otway schreef zowel tragedies als komedies. Bij dit laatste genre werd hij vooral beïnvloed door Molière. Zo was zijn klucht (farce) The Cheats of Scapin uit 1677 gebaseerd op Molières Les Fourberies de Scapin. Otways bekendste werken waren evenwel de treurspelen The Orphan en Venice Preserved. Nathaniel Lee was de auteur van politieke tragedies en kende veel succes met heroïsche historische tragedies als The Tragedy of Nero, Emperour of Rome (1675). Nicholas Rowe was behalve dramaturg en dichter ook de eerste moderne uitgever van Shakespeares werk: The Works of William Shakespear (in zes delen, 1709). John Dryden, de Poet Laureate tot aan de Glorious Revolution, lanceerde met het enorme toneelstuk The Conquest of Granada het genre van de heroïsche tragedie, geheel in heroic couplets geschreven (dit werd overigens ook algauw geparodieerd, onder anderen door George Villiers, hertog van Buckingham). Elkanah Settle, een beschermeling van Rochester, gold in de jaren 70 van de 17e eeuw als concurrent van Dryden na het grote succes van The Empress of Morocco. De politiek opportunistische Settle maakte echter ruzie met zowat iedere andere toneelschrijver uit zijn tijd (vooral evenwel met Dryden, Shadwell en Crowne) en sleet zijn laatste dagen in een armenhuis. Hij organiseerde tevens kermisstoeten (Bartholomew Fair) en pausverbrandingsprocessies in opdracht van de Whigs. Zijn cynische werk The Female Prelate, over Pausin Johanna, is een bijzonder agressieve aanval op de katholieken.

### Kronieken en dagboeken
Anthony à Wood, een antiquair uit Oxford, publiceerde in verschillende delen Athenae Oxonienses (1691-1692), een biografisch overzicht van belangrijke inwoners van Oxford over de periode 1500-1690 en het eerste in zijn soort.
Ook geheime geschiedenissen over het bewind van Karel II en Jacobus II waren populair, hoewel ze door de roddels historisch eerder onbetrouwbaar zijn. Een bekend voorbeeld zijn de Memoirs of the Count Grammont.
De twee belangrijkste schrijvers van dagboeken met commentaren over de periode van de Restauratie waren John Evelyn en Samuel Pepys. Vooral Pepys' dagboeken waren historisch relevant omdat hij behalve over het dagelijks leven ook over belangrijke gebeurtenissen van zijn tijd schreef, zoals de grote epidemie die Londen in de jaren 1660 trof, de grote brand van Londen en de zeeoorlog tegen de Nederlanders.

## Neoclassicisme en Verlichting (1700–1780)

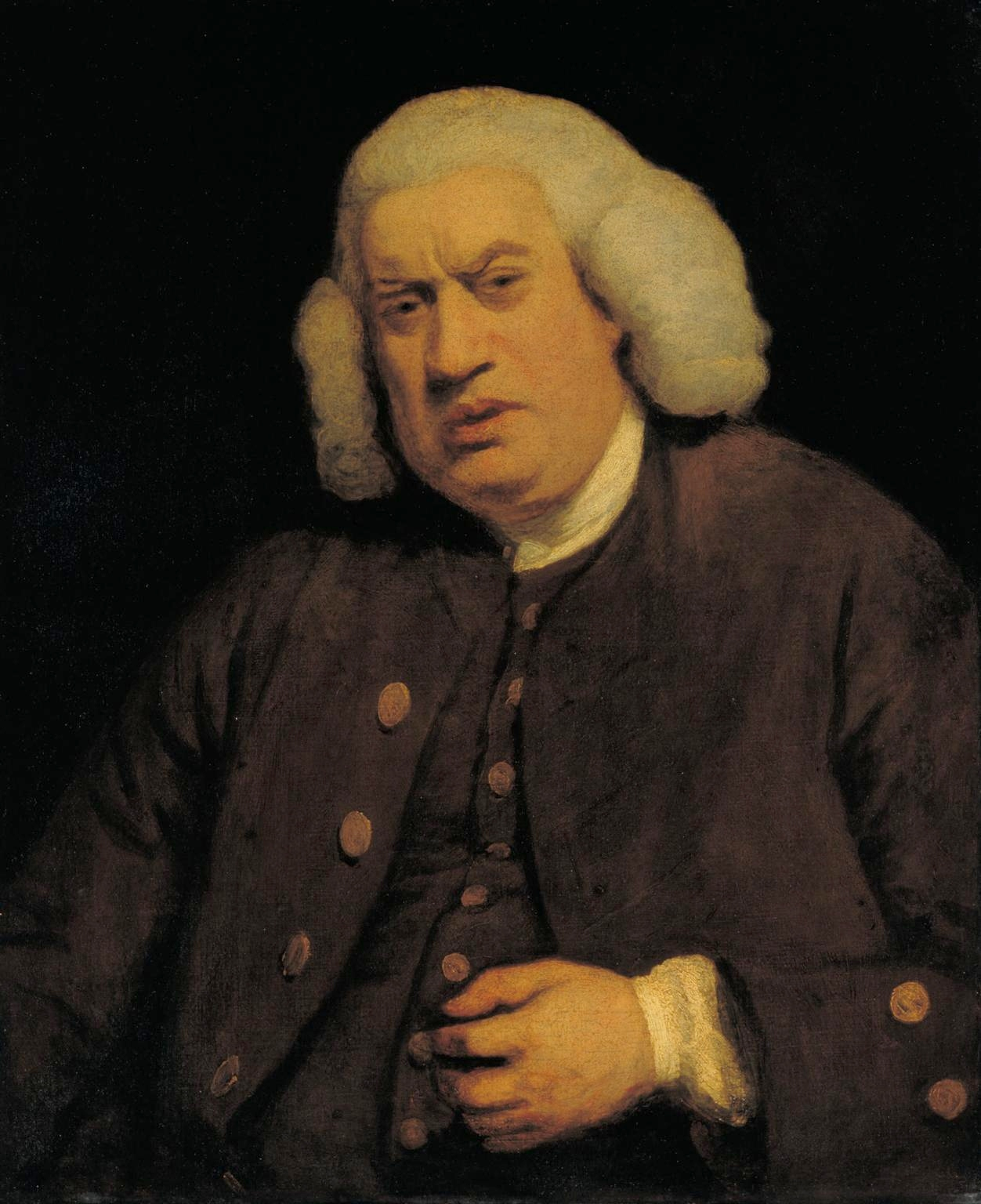
Samuel Johnson, schilderij door Joshua Reynolds

De eerste helft van de 18e eeuw wordt ook wel Augustan Age (Augustiaans tijdperk) genoemd, een term waarmee de schrijvers toen de vernieuwing in de Engelse letteren vergeleken met de overgang die het Oude Rome had gemaakt van een ruwe naar een meer gepolijste vorm van literatuur. Hiermee reageerden zij tegen wat werd gezien als de losbandigheid van de schrijvers van de Restauratie – die zichzelf op hun beurt hadden afgezet tegen de puriteinen. Orde, maat en fatsoen werden de belangrijkste neoklassieke kwaliteiten van de literatuur, wat een weerspiegeling was van de heersende moraal en de omgangsvormen in de toenmalige Engelse maatschappij. Er werden regels voor het schrijven opgesteld, waarbij het belang van terughoudendheid, decorum en gezond verstand werd benadrukt.
De literaire cultuur van de 18e eeuw werd doordrongen van het verlichtingsdenken met zijn groot vertrouwen in de rede die consensus en tolerantie verkoos boven confrontatie en strijd. De Britse economie gedijde als gevolg van de handel met de overzeese gebieden van het koninkrijk, en in vergelijking met de tumultueuze 17e eeuw zorgde de religieuze tolerantie voor een rustiger klimaat. Gegoede burgers beschikten over veel vrije tijd om te lezen, hoewel het merendeel van de bevolking – 9 miljoen – ongeletterd bleef. Ook de auteurs zelf kwamen uit de middenklasse en schreven op een vormelijke, aristocratische manier. Brieven schrijven werd tot een kunst met veel prestige verheven, en voor hun werk vonden dichters patroons bij de adel.
Samuel Johnson leverde een blijvende bijdrage aan de Engelse literatuur als dichter, essayist, moralist, literair criticus, biograaf, redacteur en lexicograaf. Hij was een leidende en alomtegenwoordige publieke figuur die vooral in de tweede helft van de 18e eeuw zijn invloed deed gelden. Zijn A Dictionary of the English Language, gepubliceerd in 1755, had een grote invloed op het moderne Engels, en zou tot de Oxford English Dictionary, die 150 jaar later verscheen, het meest vooraanstaande Britse woordenboek blijven.

### Proza

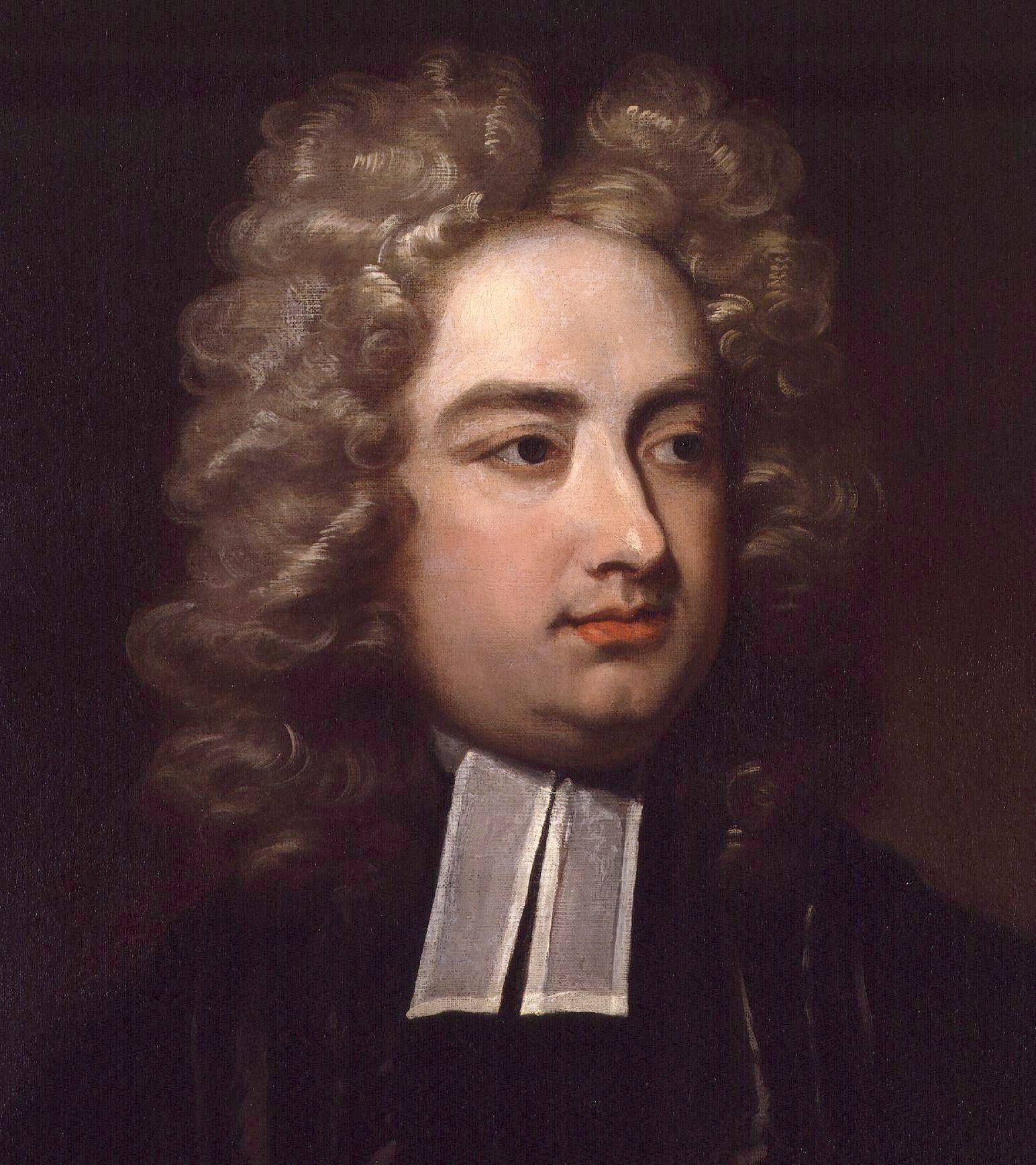
Jonathan Swift, schilderij door Charles Jervas (detail)

Reeds tijdens de Restauratie werd een begin gemaakt met twee nieuwe genres die latere periodes zouden gaan domineren: fictie en journalistiek. In 1680 was het eerste Engelse literair tijdschrift verschenen: Mercurius librarius. In de vroege 18e eeuw kwamen daar onder meer The Tatler (april 1709) en The Spectator (1711) bij.
Niet iedere schrijver omhelsde de middle style die neoklassieke literatoren uitkozen als juiste uitdrukkingsmiddel voor de nieuwe literatuur en die bijvoorbeeld gevolgd werd door de essayist, dichter en dramaturg Joseph Addison. Vertegenwoordigers van de plain style (onopgesmukt, direct) waren in de eerste plaats Jonathan Swift en Daniel Defoe. Swift publiceerde zijn klassiek geworden Gulliver's Travels in 1726, en Defoe kende veel succes met zijn roman Robinson Crusoe (1719). Samuel Johnson wendde zijn literaire invloed aan om de roman The Vicar of Wakefield (1766) van zijn vriend Oliver Goldsmith gepubliceerd te krijgen, waarna het boek enorm populair werd. Het is een sentimentele roman, die het geloof in de aangeboren goedheid van de mens uitdrukt, al kan hij ook als een satire daarop worden gelezen. Samuel Richardson schreef de moralistische briefroman Pamela: or, Virtue Rewarded (1740), die nu wordt beschouwd als de eerste moderne Engelse roman. Daniel Defoes Moll Flanders uit 1722 over een stelende prostituee wordt soms ook naar voren geschoven voor die titel. Hoe dan ook verschenen heel wat langere fictieverhalen en fictieve biografieën die zich duidelijk onderscheidden van andere vormen. Uit Frankrijk en Spanje kwam de populaire romance overgewaaid naar Engeland. Veelal beschouwd als een "vrouwelijke" vorm, werd het door vrouwen lezen van romances zelfs als een zonde veroordeeld. Een van de belangrijkste figuren van het genre is ongetwijfeld Aphra Behn, die ten tijde van de Restauratie leefde. Zij was niet alleen de eerste vrouwelijke romanschrijver (Oroonoko), maar ze slaagde er als een van de eersten ook in om van het schrijven haar beroep te maken. Behn was daarnaast in de tweede helft van de 17e eeuw een succesrijk dramaturg geweest, met toneelstukken als The Rover en Abdelazer. Een andere pionier was Henry Fielding. Hij schreef romans waarin de nadruk op gebeurtenissen kwam te liggen (de novel of incident). Een voorbeeld is The History of the Adyentures of Joseph Andrews, and of his Friend Mr. Abraham Adams uit 1742.

### Poëzie
Het opvallendste kenmerk van de poëzie werd de dominantie van het heroic couplet. Er was echter ook een heropleving van vrijere vormen van poëzie met het blank vers van James Thomson, de vroegste belangrijke voorloper van de romantische beweging. Lyriek en de ode waren niet meer zo populair, terwijl satire en pastorale aan belangstelling wonnen.
Alexander Pope werd het boegbeeld van de Augustiaanse poëzie. Hij schreef naast gedichten die de natuur verheerlijkten vooral didactische gedichten met een morele ondertoon. Bekende versepen van Pope zijn The Dunciad, een zeer erudiet dichtwerk waarin hij destijds bekende personen bespotte, en het allegorische The Rape of the Lock. Het artificiële karakter van zijn poëzie, zijn strikte prosodie en de soms pure wreedheid van zijn satire zouden een voorwerp van spot worden voor de romantische dichters. Een andere vertegenwoordiger van deze ‘academische stijl’ was Thomas Gray, in wiens sentimentele elegieën zich reeds de overgang naar de romantiek aankondigt. Naar het eind van de eeuw toe kwamen de graveyard poets in zwang, die – zij het nog steeds in een klassiek metrum – over de dood en vergankelijkheid dichtten.
De christelijke dichter William Cowper, die in 1800 overleed, bleef tot in de eerste helft van de 19e eeuw een van de meest gelezen Engelse schrijvers. Hij vermengde moralisme met satire en leidde een teruggetrokken, geestelijk labiel bestaan op het platteland. In zijn vele gelegenheidsgedichten voor politieke gebeurtenissen en werken over alledaagse voorwerpen (zoals The Sofa) verbond hij zijn waarneming van de Georgiaanse maatschappij met zijn persoonlijke gevoelens. Hij was tevens een vroege abolitionist (onder andere The Negro’s Complaint) en dierenrechtenactivist, zoals blijkt uit zijn talrijke lichtvoetige dichtwerken over vogels, vissen en schapen.

## Romantische periode (1780–1830)

Mary Shelley

De Romantiek was een periode van grote sociale veranderingen in Engeland, als gevolg van de ontvolking van het platteland en de snelle ontwikkeling van overbevolkte industriële steden tussen ruwweg 1750 en 1850. Romantiek kan deels worden gezien als een reactie op de Industriële Revolutie, alsook op de wetenschappelijke rationalisatie van de natuur in de eeuw van de Verlichting. Vaak is het landschap prominent aanwezig in de poëzie van deze periode, en worden Engelse romantische dichters zoals Wordsworth omschreven als 'natuurdichters '. Met name de Franse Revolutie oefende een belangrijke invloed uit op het politieke denken van veel van de romantische dichters.
Reeds in de tweede helft van de 18e eeuw kwamen veel dichters in opstand tegen formele regels van het classicisme, en wendden zich tot de natuur en het eenvoudige leven. Deze beweging, die wordt gesitueerd in de periode tussen ongeveer 1740 en 1780, noemt men nu de preromantiek. De schrijvers uit de laatste jaren van 18e eeuw en de eerste decennia van de 19e eeuw noemden zichzelf geen "romantici". Het is pas veel later dat August Wilhelm von Schlegel in zijn lezingen te Wenen in 1808-1809 onderscheid zou maken tussen een aantal schrijvers uit de romantische beweging en de classicistische voorgangers waar ze tegen reageerden. De superioriteit van natuur en gevoel boven beschaving was in zekere zin al verkondigd door Jean Jacques Rousseau en zijn boodschap werd door de meeste Europese dichters opgepikt.

### Poëzie
William Blake wordt met zijn wat apart visionair werk gewoonlijk al tot de Engelse romantiek gerekend.
De eersten in Engeland waren de 'Lake Poets', een groepje bevriende dichters waaronder William Wordsworth en Samuel Taylor Coleridge. De tweede generatie romantische dichters omvatte Lord Byron, Percy Bysshe Shelley, Mary Shelley en John Keats.

### Romans
Tijdens deze periode schreef Jane Austen haar romans Pride and Prejudice (1813), Mansfield Park (1814) en Persuasion (1817), hoewel haar in wezen conservatieve wereldbeeld weinig gemeen had met dat van haar romantische tijdgenoten. Een populaire schrijver van historische romans was Sir Walter Scott, de auteur van onder meer Ivanhoe (1819). Onweerlegbaar romantisch waren de boeken die de gezusters Brontë schreven, in het bijzonder Charlottes Jane Eyre en Emily's Wuthering Heights. Deze verhalen over passionele liefdes werden in 1847 gepubliceerd, dus aan het begin van de Victoriaanse periode.
Een genre dat in de romantische periode veel succes kende was de gothic novel, zoals Mary Shelleys Frankenstein uit 1818.

## Hoogvictoriaanse periode (1830–1880)
Het 'Victoriaans tijdperk' wordt al eens gebruikt om er de hele 19e eeuw mee aan te duiden. Voor Groot-Brittannië was het een periode van economische expansie en snelle veranderingen. Groot-Brittannië was een der eerste landen ter wereld waar de industrialisatie de maatschappij grondig veranderde. Gedurende de tijd dat koningin Victoria regeerde, zowat zestig jaar, werd de uitvinding van de stoomenergie toegepast op spoorwegen en scheepvaart, drukpersen en landbouwwerktuigen. Het optimisme over de technologische vernieuwingen had echter ook een schaduwzijde, want er heerste ook veel sociale onrust en de 'victoriaanse waarden' stonden in dit tijdperk van verandering onder druk. De nationale successen stonden in schril contrast met de uitbuiting van de lagere arbeidersklasse in het thuisland en die van de overzeese koloniën. De literatuur uit deze periode weerspiegelt deze contrasten en bekommernissen. Zo ontstond bijvoorbeeld de 'industrial novel', een genre van vroegvictoriaanse literatuur dat de moeilijke omstandigheden van het leven van de stedelijke arbeidersklasse tijdens de Industriële revolutie portretteert. Bekende voorbeelden van deze sociaal bewogen romans zijn Charles Dickens' Hard Times en Elizabeth Gaskells North and South, beide uit 1854.

### Rol van tijdschriften en dagbladen

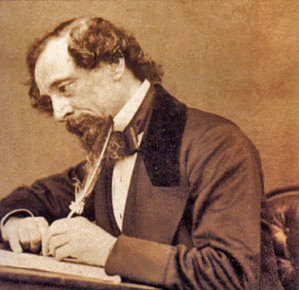
Charles Dickens

De periode 1830-1880 was een bloeitijdperk voor periodiek verschijnende bladen. Wilkie Collins (uitgever van Dickens' Household Words), merkte op dat hij in Het tijdperk van de dagbladen leefde. De dagbladen wogen sterk door in de publieke opinievorming en de pers was een macht geworden om rekening mee te houden. Het gevolg was ook dat de zogenaamd lagere klassen gemakkelijker toegang kregen tot kennis die voorheen voorbehouden leek aan de rijkere bevolking. Weekbladen, dagbladen, maandbladen en goedkope romannetjes kenden een enorm succes en werden in grote oplagen verkocht. Bovendien was drukken door de modernere techniek veel goedkoper en sneller geworden. Charles Dickens speelde handig in op deze trend en liet sommige van zijn boeken als een serie verschijnen in zijn eigen tijdschriften. Het tijdschrift The Cornhill publiceerde ook Charlotte Brontës (onafgewerkte) roman Emma. Andere schrijvers die werden aangetrokken door dit medium waren onder meer Anthony Trollope, Elizabeth Gaskell, George Eliot en George Meredith. Dickens grootste rivaal was mogelijk William Makepeace Thackeray (1811-1863), die echter moest wachten op het succes van zijn roman Vanity Fair (1847) om soortgelijke erkenning te krijgen.

### De roman als dominante literaire vorm

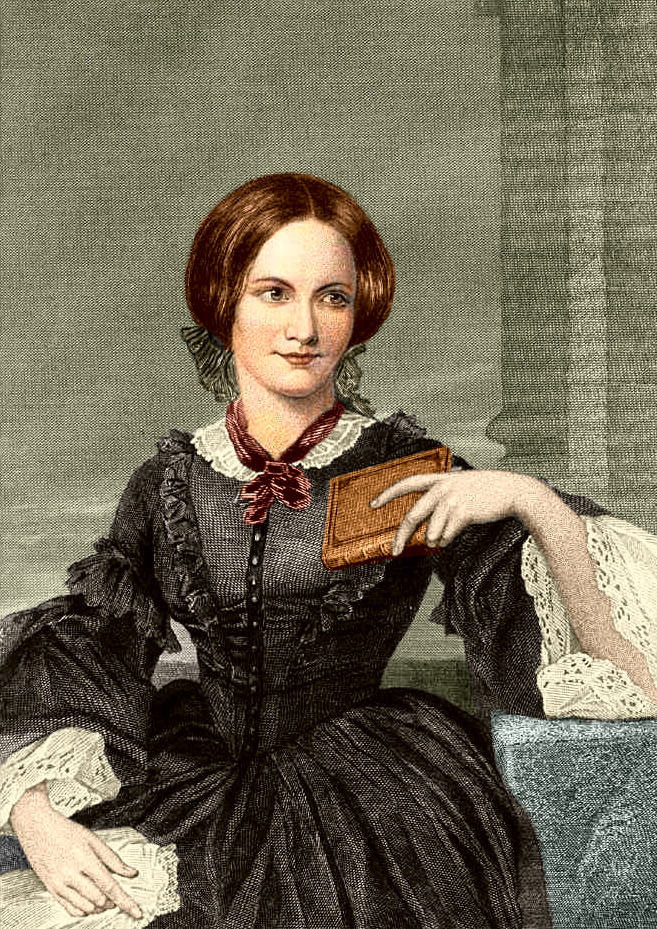
Charlotte Brontë; kleurprent

Het was tijdens de Victoriaanse periode dat de roman het voortouw nam in de Engelse literatuur. De schrijvers richtten zich nu niet meer uitsluitend op de aristocratie maar vooral op de nieuwe klasse enthousiaste lezers uit de burgerij. Qua thematiek kregen de situatie op het platteland en de veranderende sociale en economische omstandigheden meer aandacht in de romans van Thomas Hardy, Elizabeth Gaskell en anderen. Victoriaanse romans waren vaak geïdealiseerde portretten van moeilijke levens, waarin hard werken, doorzettingsvermogen, liefde en geluk uiteindelijk de bovenhand halen; deugd werd beloond en onrechtvaardigheid werd gestraft. Vooral vroegvictoriaanse romans bevatten meestal een morele boodschap. Bekende romans uit deze periode zijn de emotioneel geladen boeken van de gezusters Brontë, het satirische Vanity Fair van William Makepeace Thackeray, de realistische verhalen van George Eliot, en Anthony Trollopes rake portretten van landeigenaars en beter gestelden. De populairste auteur van die periode was echter Charles Dickens. Zijn romans zoals The Pickwick Papers (1836) en Oliver Twist (1837-1839) verschenen aanvankelijk als feuilleton in een tijdschrift. Hij is vaak geprezen om zijn realisme, zijn beheersing van het proza, en om de onvergetelijke personages die hij schiep. Anderen, zoals Henry James en Virginia Woolf, bekritiseerden de sentimentaliteit en de onwaarschijnlijkheid van zijn verhalen. Hoe dan ook blijft Charles Dickens aan het begin van de 21e eeuw de meest gelezen schrijver uit de Victoriaanse periode.
Er ontstond een groeiende markt voor kinderboeken in die periode. Onder de pioniers was Lewis Carroll, die in 1865 Alice's Adventures in Wonderland publiceerde.

### Poëzie
De victoriaanse poëzie tot 1880 is grotendeels postromantiek, met veel aandacht voor het persoonlijke, het subjectieve, emotionele en idealistische. Vaak worden figuren uit de geschiedenis of legenden onderwerp van poëtische behandeling. Leidende dichters van hun generatie waren onder meer Alfred Tennyson (die Wordsworth als 'Poet Laureate' opvolgde in 1850), Robert Browning en zijn vrouw Elizabeth Barrett Browning, Matthew Arnold, die zijn werk opvatte als een soort intellectuele autobiografie, de prerafaëlitische kunstenaar en dichter Dante Gabriel Rossetti en zijn zuster Christina Rossetti (die mystieke gedichten schreef) en de door schandalen omgeven estheet en hedonist Algernon Charles Swinburne. De invloedrijkste dichter uit het Victoriaanse tijdperk, de jezuïtische dichter Gerard Manley Hopkins, is vanwege zijn breuk met de poëtische conventies van zijn tijd niet meer ‘victoriaans’ te noemen. Ook het feit dat zijn werk pas in 1918 werd gepubliceerd droeg ertoe bij dat hij eerder tot de 20e-eeuwse dichters wordt gerekend. Zijn religieus geïnspireerde poëzie stond vanwege de intensiteit en originaliteit op een bijzonder hoog niveau, maar kreeg pas veel later erkenning als evenwaardig aan die van de toen veel bekendere Tennyson of Browning.

## Laatvictoriaanse periode en Fin de siècle (1880–1914)

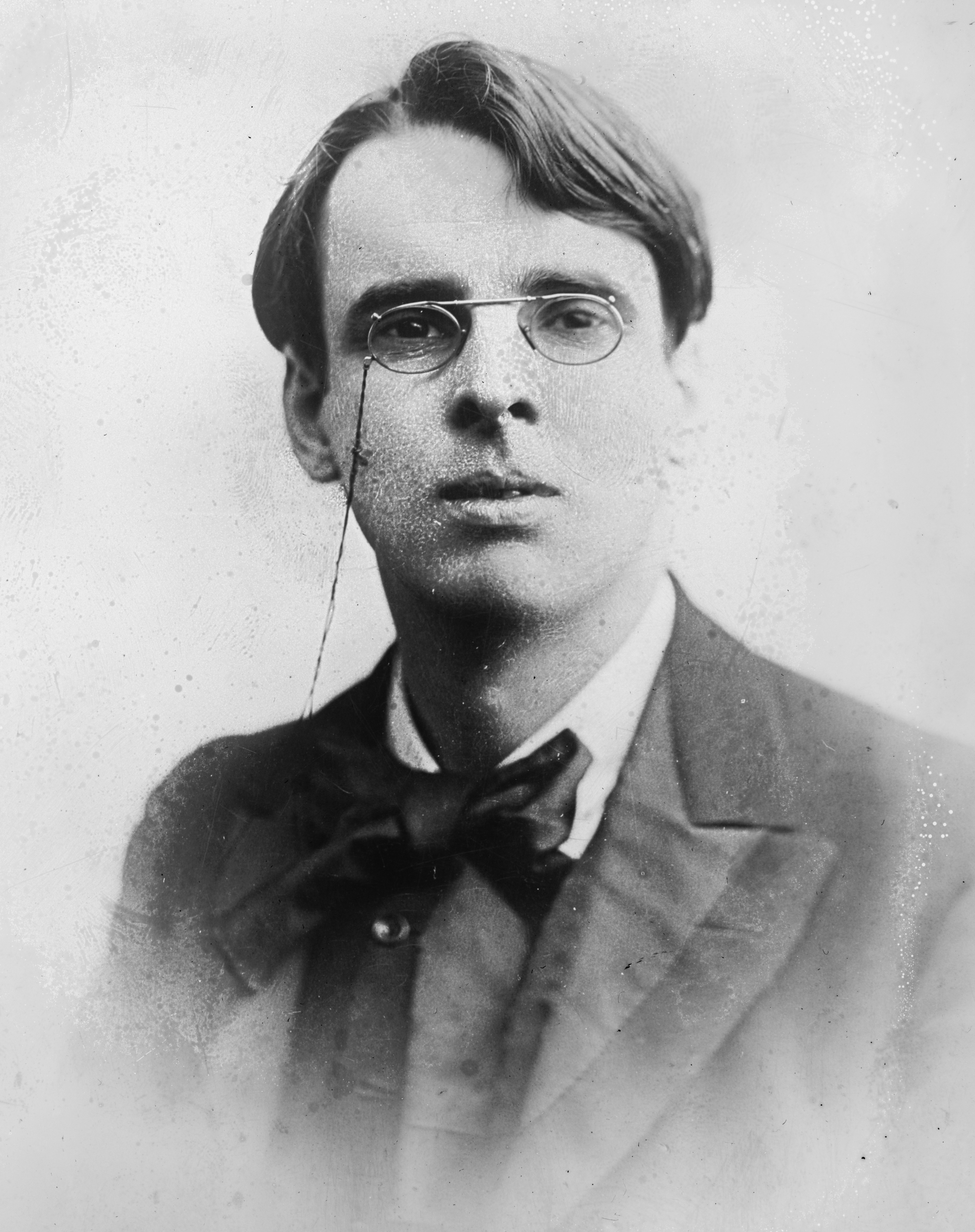
William Butler Yeats

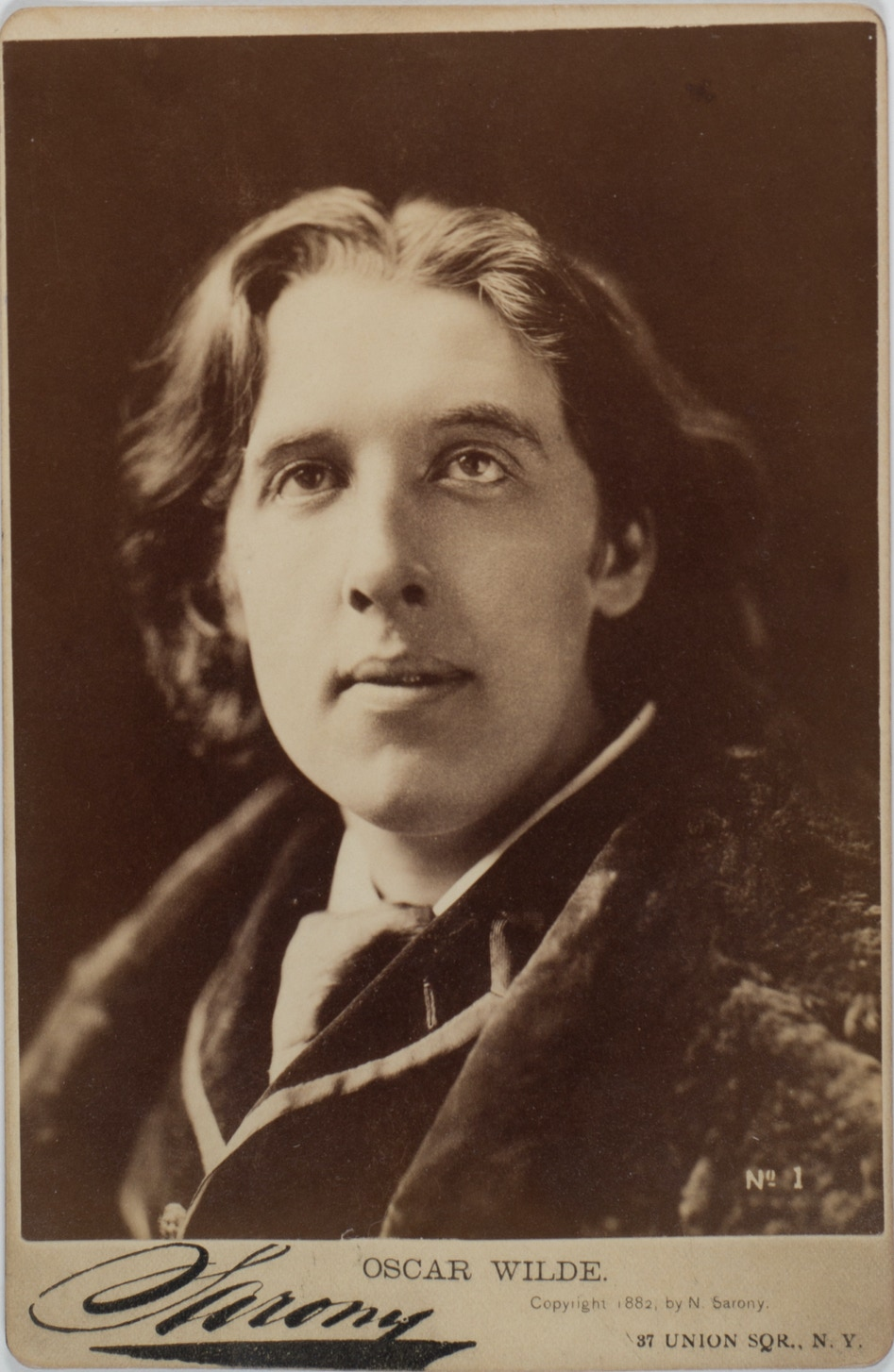
Oscar Wilde

Met de dood van Dickens kwam het Victoriaanse tijdperk in de Engelse literatuur stilaan tot een eind. De uitdrukking fin de siècle omschrijft een algemeen gevoel dat er een verandering op til was bij het naderen van de nieuwe eeuw. Zowel poëzie als proza speelde in op dit fin de siècle-gevoel en bood een wereld van verbeelding aan, een vlucht uit de realiteit.

### Invloedrijke auteurs
Een werk dat van grote invloed zou blijken op kunstenaars en schrijvers uit deze periode is Walter Paters Studies in the History of the Renaissance. In de epiloog van dit werk maakte hij duidelijk dat zijn opvattingen als historisch relativist en scepticus lijnrecht ingingen tegen de zekerheden van het Victoriaanse tijdperk. Vooral in de kunst vond hij verfijnde sensaties, vluchtige ogenblikken van extase weer, het enige dat volgens hem waard was om in een mensenleven na te streven. Zijn toentertijd eerder subversieve overtuigingen maakte hem de veelgelezen inspirator van esthetische schrijvers en dichters. Oscar Wilde citeert hem als belangrijke invloed, en ook Gerard Manley Hopkins (die hem als docent had) spreekt vol respect over hem. Sommigen zien Hopkins' lyrische gevoelens tegenover God en de natuur als verwant met Paters overtuiging om elk moment intensief te beleven. Nog meer representatief voor de esthetische benadering van het leven, zoals geformuleerd door Pater, was het werk van de jonge William Butler Yeats. In de jaren 1890 maakte hij deel uit van een groep jonge dichters in Londen die zichzelf de 'Rhymers' Club' noemden, en die in hun poëzie het vluchtige moment nastreefden waar Pater het over had. Ook de gedichten van A.E. Housman, zoals de bundel A Shropshire Lad (1896), vertolkten dit fin de siècle-gevoel.
De twee opmerkelijkste Ierse tijdgenoten van Yeats waren Oscar Wilde (1854-1900) en George Bernard Shaw (1856-1950), de meesters van de geestige paradox. Samen leverden ze een aanzienlijke bijdrage aan het Engelse drama.
Henry James (1843-1916) was een van die andere buiten Engeland geboren 'outsiders' die een grote invloed hadden op de Engelstalige literatuur uit deze periode. Hij schreef heel andere romans die de gewone wereld met gewone mensen als onderwerp hadden. James focust zich in zijn romans op de avonturen van Amerikanen in Europa en vice versa zoals in The Europeans (1878), waarbij hij deze confrontatie voorstelt als een botsing tussen Europese ervaring en Amerikaanse onschuld, bijvoorbeeld in The Portrait of a Lady (1881). Andere outsiders waren de in Oekraïne geboren Joseph Conrad (Heart of Darkness, 1889), en de uit India afkomstige Rudyard Kipling (The Jungle Book, 1894).
Andere belangrijke literaire figuren uit deze periode zijn onder meer Thomas Hardy (Tess of the d'Urbervilles, 1891), Arnold Bennett (Old Wives' Tale, 1908) en H.G. Wells (The War of the Worlds, 1898). Wells publiceerde The Time Machine in 1895, wat het begin betekende van een reeks profetische boeken in een genre dat we nu sciencefiction noemen. Daarnaast schreef Wells ook sociale romans met een boodschap, zoals Kipps (1905), waarin een jongeman die bij een lakenhandelaar werkt plotseling grote rijkdom verwerft en daardoor toegang krijgt tot een heel andere sociale klasse.
Het theater uit deze periode was veelal burgerlijk en speelde in op de laat-victoriaanse en edwardiaanse ideeën over fatsoen. Populair waren komedies over intriges die zich in een gegoed milieu afspeelden; Arthur Wing Pinero schreef talloze, destijds beroemde toneelstukken over magistraten, geestelijken en leden van de bovenklasse die – door allerlei vergezochte verwikkelingen – in voor hen onbetamelijke en gênante situaties belandden. In de tweede helft van de negentiende eeuw kwam tevens het genre van de music hall op, dat vooral in de Noord-Engelse arbeiderssteden bijzonder geliefd werd. Dit soort theater bestond uit sketches en komische taferelen met liederen, waarbij het publiek werd aangemoedigd mee te zingen.

### Populaire literatuur
In de populaire literatuur kenden vooral avonturenromans, griezelromans en detectiveverhalen veel succes. Robert Louis Stevenson wierp zich op als verdediger van fictieve romans die hij superieur achtte tegenover de realistische romans die 'het ware leven' trachten te vatten. Hij schreef meesterlijke avonturenromans zoals Treasure island (1883) en The Strange Case of Dr Jekyll and Mr Hyde (1886). In de periode vanaf 1880 tot 1907 (met een laatste zaak in 1914) schreef Arthur Conan Doyle vier romans, maar hij werd vooral bekend door de reeks van 56 korte verhalen met speurneus Sherlock Holmes in de hoofdrol. Het grootste deel ervan laat hij vertellen door Holmes' medewerker en biograaf, dr. John H. Watson.

## Moderne periode na WO I

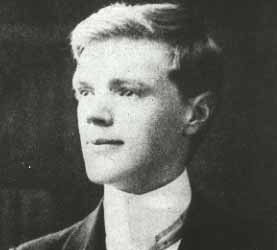
DH Lawrence

De beweging die nu bekendstaat onder de naam Engels literair modernisme ontstond uit een gevoel van onvrede met het victoriaanse conservatisme, dat objectieve waarheid en zekerheid claimde. Dat modernisme werd vooral beïnvloed door de ideeën van de Romantiek, de politieke geschriften van Karl Marx en de psychoanalytische theorie van het onbewuste van Sigmund Freud. Eveneens belangrijke invloeden voor modernistische schrijvers waren het impressionisme, en later het kubisme.

### War Poets
De Eerste Wereldoorlog (1914-1918) bracht dramatische veranderingen teweeg in het leven en denken van de mensen uit die tijd, en dat liet ook zijn sporen na in de Engelse literatuur. Vooral in de poëzie, geschreven door jonge mannen aan het front, is dat duidelijk: Rupert Brooke (1887-1915) was zo een van de "war poets". Hij stierf in de lente van 1915, maar kende postuum veel succes met zijn bundel sonnetten "1914". Ook Wilfred Owen (1893-1918) werd als jonge officier gedood aan het front, een week voor wapenstilstand, en de gesneuvelde joodse soldaat Isaac Rosenberg (1890-1918) kreeg pas na zijn dood waardering voor de oorlogsgedichten die hij had geschreven.

If I should die, think only this of me: That there's some corner of a foreign field That is for ever England
— Rupert Brooke, kort voor zijn dood in 1915

### Modernisten
De jaren tussen 1910 en 1930 vormen een van de rijkste periodes in de Engelse literatuur, te vergelijken met het einde van de 16e eeuw of het begin van de 19e eeuw. De meest radicale continentale modernistische school was die van Filippo Marinetti, die Londen vaak bezocht en lezingen gaf over zijn ideeën. Hij wilde een radicale breuk met het verleden, zowel in beeldende kunst en muziek als in poëzie. Zo ver gingen de Engelse schrijvers niet, maar ze toonden zeker interesse in de futuristische theorie en praktijk. Getuige daarvan is het werk van Ezra Pound, Wyndham Lewis en D.H. Lawrence. De in Europa verblijvende Amerikaan Ezra Pound was van grote invloed op het stimuleren van vernieuwende schrijvers zoals James Joyce en T.S. Eliot. In deze periode schreef ook Virginia Woolf, die in haar werk voluit experimenteerde met taal en structuur. In sommige van haar romans neemt ze afstand van plot en structuur en maakt ze gebruik van de stream of consciousnesstechniek om de psychologische aspecten van haar personages te benadrukken. Een voorbeeld van deze techniek is haar korte verhaal The Mark on the Wall, dat samengesteld is uit een schijnbaar willekeurige reeks van herinneringen en impressies. Virginia Woolfs bekendste en succesrijkste roman is To the Lighthouse uit 1927.

### Komische literatuur
Er bestond ook, zeker sinds de tijd van Dickens en Thackeray, een traditie van lichte, komische literatuur die hoofdzakelijk in tijdschriften verscheen. In de late 19e en vroege 20e eeuw werd de komische roman '(comic novel)' populair. Jerome K. Jeromes Three Men in a Boat uit 1889 is nu een klassieker in het genre. P.G. Wodehouse richtte met hilarische, maar ingetogen (tongue in cheek) geschreven boeken als My Man Jeeves uit 1919 zijn komisch talent op de Engelse upper class met zijn maniertjes en gevoeligheden. Wodehouse was tevens een meesterlijk verteller en taalvirtuoos.
Andere bekende schrijvers van deze periode zijn W.H. Auden, Dylan Thomas, R.S. Thomas en Graham Greene. In het theater oogstte Noël Coward succes met zijn romantische (tragi)komedies over huwelijksperikelen. Hij schreef tevens draaiboeken, waaronder dat voor de filmklassieker Brief Encounter (1945).

## 20e-eeuwse periode na WO II

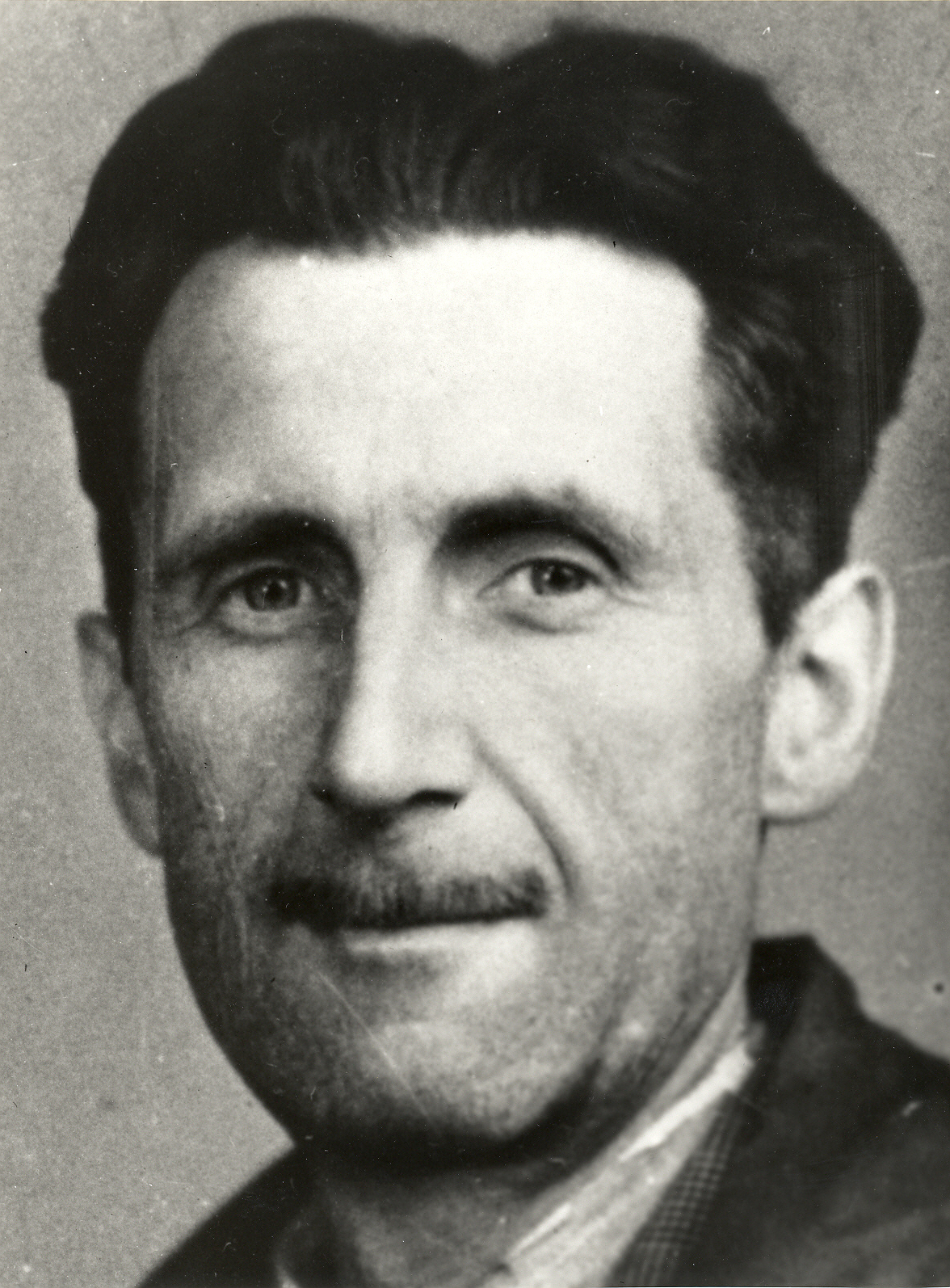
George Orwell

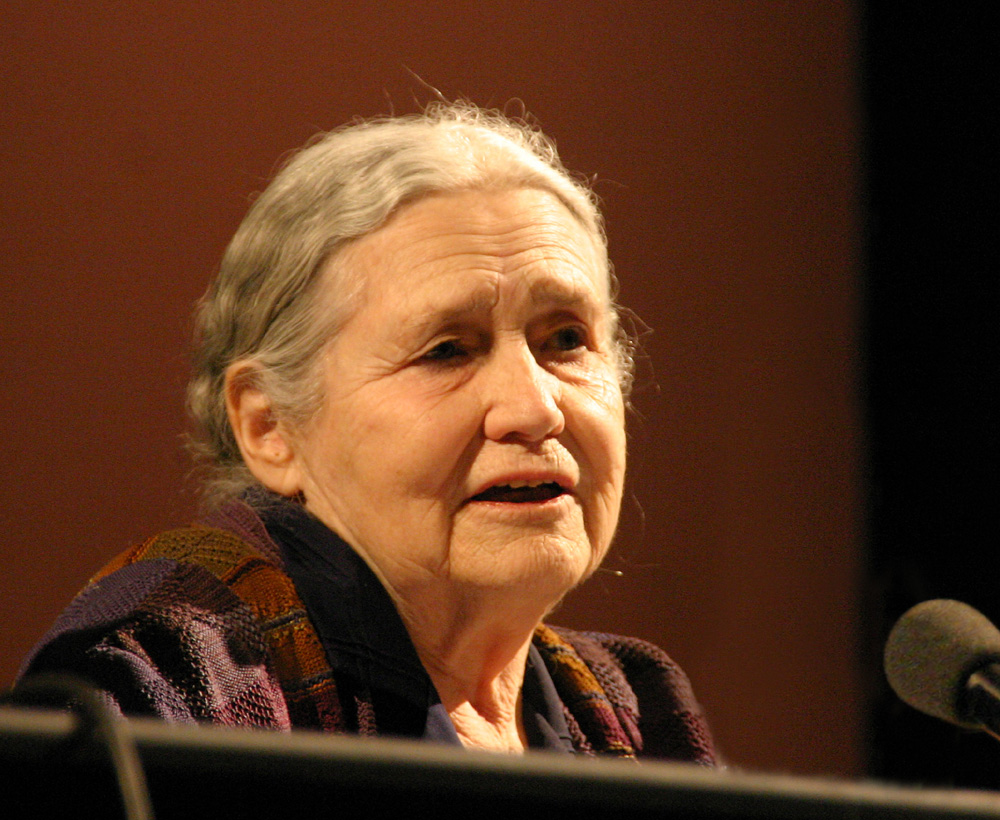
Doris Lessing

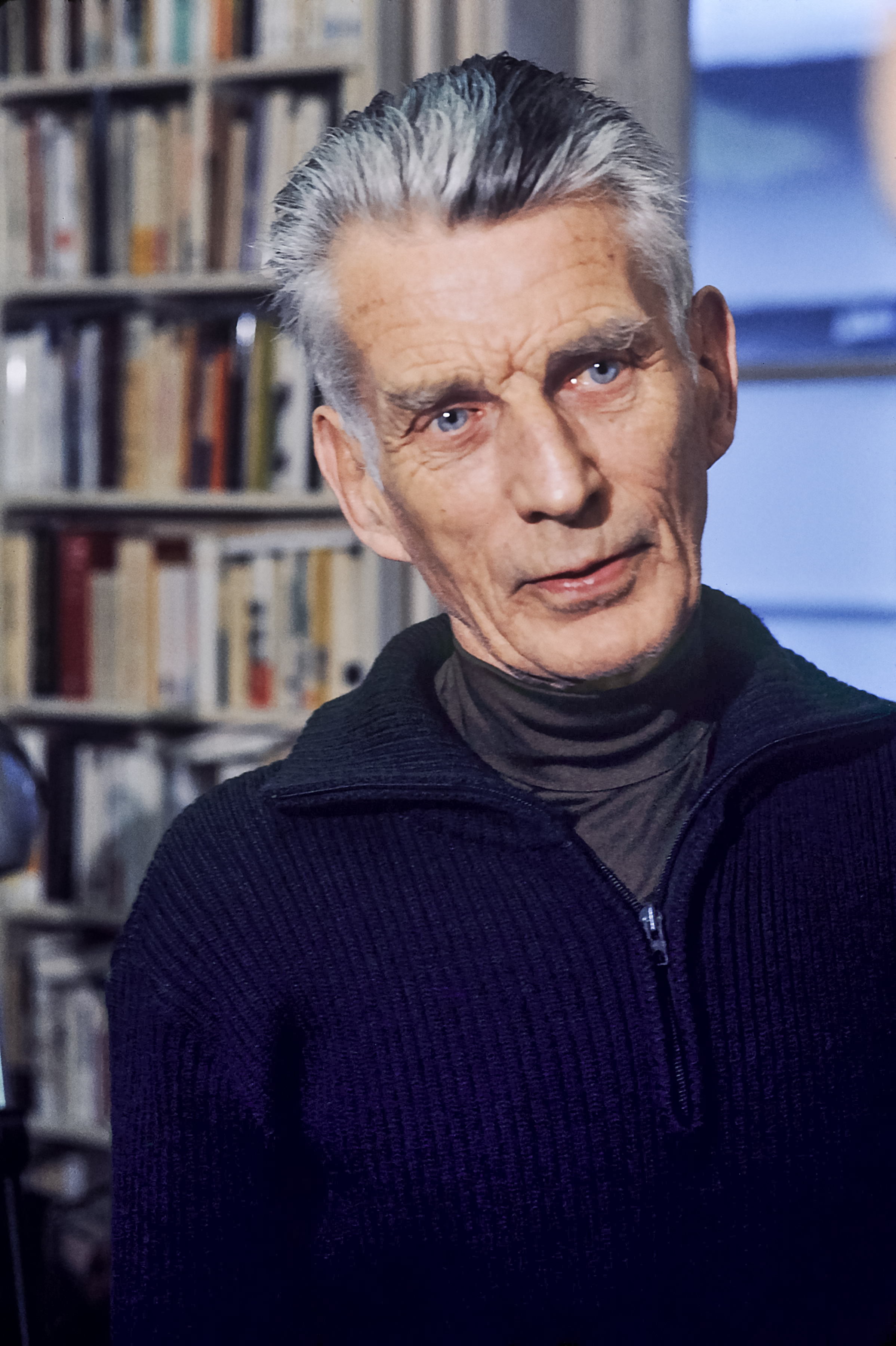
Samuel Beckett

De Tweede Wereldoorlog had een grote impact op de hele maatschappij, en de literatuur van de naoorlogse jaren was getekend door een gevoel van fragmentatie, absurditeit en existentiële zinloosheid. Vaak wordt er verwezen naar het postmodernisme (met hoofdzakelijk Amerikaanse auteurs) om de houding en creatieve productie van na WO II, gekenmerkt door diversiteit en eclecticisme in alle kunstvormen, te beschrijven. Het belangrijkste thema van de literatuur blijft de menselijke conditie, met name de machteloosheid en de eenzaamheid van individu, verantwoordelijk voor zijn eigen lot. Een individu dat worstelt met zijn seksuele, nationale, raciale, spirituele en intellectuele identiteit, want helden zijn er niet meer.

#### Poëzie
Tot de meest toonaangevende dichters vanaf het midden van de 20e eeuw behoren de traditionalist John Betjeman, Philip Larkin, Ted Hughes en de Noord-Ierse katholiek Seamus Heaney. Philip Larkin (1922-1985) vestigde zijn reputatie als een van de beste Engelse dichters van de 20e eeuw met de verzamelbundel The Less Deceived (1955). Ted Hughes' interesse in dieren blijkt uit The Hawk in the Rain, met gedichten over vogels en vissen. Later werd zijn poëzie rustiger en somberder van toon. Hij was de echtgenoot van Sylvia Plath, die zelfmoord pleegde in 1963. Sommigen verweten Hughes zelf verantwoordelijk te zijn voor haar dood en beriepen zich daarbij op haar intense, vaderhatende gedicht Daddy. Een andere grote naam uit deze periode is de uit Noord-Ierland afkomstige dichter Seamus Heaney, aan wie in 1997 de Nobelprijs voor de Literatuur werd toegewezen. Anthologieën met belangrijke Britse dichters nemen vaak ook poëzie op van Geoffrey Hill (Mercian Hymns, 1971), Tony Harrison (The School of Eloquence, 1978), Elizabeth Jennings (Collected Poems, 1967.) en D.J. Enright (The Laughing Hyena and Other Poems, 1953).

### Proza
Na de Tweede Wereldoorlog nam het aantal gepubliceerde romans aanzienlijk toe, en tegelijkertijd was er een enorme variatie in thematiek. In de 1920 was er sprake geweest van een intellectualisering van de literatuur, onder invloed van schrijvers als T.S. Eliot, James Joyce en Virginia Woolf. Er werd onderscheid gemaakt tussen 'ernstige boeken' en populaire romans. Hedendaagse romanschrijvers lieten nu echter de stem horen van alle sociale klassen, de stemmen van vrouwen, raciale en andere minderheden, en marginalen. Zo ontstonden verscheidene subgenres van romans die bestsellers werden, zoals magisch realistische romans, romans over academische, burger- en werkmansmilieus, vrouwenromans en realistische romans.
De werken van romanschrijver en essayist George Orwell worden beschouwd als belangrijke sociale en politieke commentaren van de 20e eeuw. Bekende romans van hem zijn Nineteen Eighty-Four en Animal Farm. Andere belangrijke romanschrijvers uit deze periode zijn de satiricus Evelyn Waugh, Henry Green, Anthony Powell, William Golding, Anthony Burgess, Kingsley Amis, V.S. Naipaul, Graham Greene en Iris Murdoch. Daarnaast verschijnen elk jaar talrijke romances, thrillers en historische romans (zie het hoofdstuk over 20e-eeuwse genreliteratuur).
Het aanbod Engelse romans is zoals gezegd enorm. In 1960 werden er bijvoorbeeld al meer dan 30.000 nieuwe romans gepubliceerd. Anthologieën over toonaangevende naoorlogse Britse romanschrijvers nemen, behalve van de al genoemde auteurs, vaak ook werk op van de volgende romanciers: Rebecca West, Jean Rhys, Arthur Koestler, Malcolm Lowry, Lawrence Durrell, Barbara Pym, Angus Wilson, Anthony Burgess, Olivia Manning, Muriel Spark, Joyce Cary, Doris Lessing, Paul Scott, Bryan Moore, Kingsley Amis, John Fowles, Malcolm Bradbury, David Lodge, A.S. Byatt en haar zuster Margaret Drabble.
Salman Rushdie is een van de naoorlogse schrijvers uit de voormalige Britse koloniën die zich permanent vestigde in Groot-Brittannië. Rushdie oogstte literaire faam met Midnight's Children uit 1981, dat werd bekroond met zowel de James Tait Black Memorial Prize als de Booker Prize, en dat in 1993 werd verkozen tot "Booker of Bookers". Zijn meest controversiële roman, The Satanic Verses, verscheen in 1989 en was gedeeltelijk geïnspireerd op het leven van de profeet Mohammed. V.S. Naipaul, geboren in Trinidad, was een andere immigrant die in het Engels schreef. Hij werd bekend met zijn romans A House for Mr Biswas (1961) en A Bend in the River (1979), en won in 2001 de Nobelprijs voor de Literatuur voor zijn hele oeuvre. De uit West-Indië afkomstige George Lamming is de auteur van The Castle of My Skin (1953), en de uit Pakistan geëmigreerde Hanif Kureshi won met The Buddha of Suburbia (1990) de Whitbread Award voor de beste eerste roman. Een andere belangrijke allochtone schrijver, Kazuo Ishiguro, werd geboren in Japan, maar zijn ouders emigreerden naar Groot-Brittannië toen hij zes jaar oud was. Bekende werken van hem zijn The Remains of the Day uit 1989 en Never Let Me Go uit 2005.
Een enorm bloeiende tak van de literatuur is de jeugdliteratuur, die sinds het begin van de 20e eeuw met de Winnie the Pooh-verhalen van A.A. Milne een hoge vlucht heeft genomen. Enid Blyton (van De Vijf) werd een van de populairste schrijvers van kinderboeken en Roald Dahl veroorzaakte een kleine revolutie in het genre door in boeken als The Twits ( 1980) en George's Marvellous Medicine (1981) te tonen dat kinderen ook scherpe, gruwelijke kantjes konden hebben.
In het fantasygenre schiep J.R.R. Tolkien zijn eigen mythologisch universum met boeken als de trilogie The Lord of the Rings (1954-1955). In de jaren 1997-2007 werd J.K. Rowlings Harry Potterfantasyreeks een onvergelijkbaar kassucces.

### Toneel
Een belangrijke ontwikkeling voor het Britse drama, vanaf het begin van radio in de jaren 1920, was de productie van toneelstukken of de aanpassing van bestaande toneelstukken door de BBC-radio. Dit werd vooral belangrijk in de jaren 1950 en 1960 (en vanaf 1960 voor televisie). Zo was Tom Stoppards eerste professionele productie Just Before Midnight, een programma van vijftien minuten voor de BBC Radio, en John Mortimer maakte bij die omroep zijn radiodebuut als toneelschrijver in 1955, met zijn bewerking van zijn eigen roman Like Men Betrayed. Bekende werken die voor de radio werden gemaakt, zijn Dylan Thomas' Under Milk Wood (1954), Samuel Becketts All That Fall (1957), Harold Pinters A Slight Ache (1959) en Robert Bolts A Man for All Seasons (1954).
Tot de jaren 1950 werden in het theater toneelstukken in standaard Engels opgevoerd, bedoeld voor een publiek uit de middenklasse. De destijds populaire stukken van Terence Rattigan geven blijk van een gedragen, ingetogen sfeer waarin soms hevige emoties onderhuids blijven en maatschappelijke kwesties zelden rechtstreeks bij naam genoemd worden. Weinig stukken draaiden eigenlijk rond sociale of andere problemen. Stilaan onderging de taal op het toneel een verandering, en er werd nu afgeweken van gestileerde en verheven taal zoals in stukken van Oscar Wilde en T.S. Eliot te beleven was. Het dialect deed zijn intrede op het toneel. Samuel Beckett en Harold Pinter beeldden gangsters, prostituees en werklozen uit en schuwden niet om de taal natuurlijker te laten overkomen door stiltes, aarzelingen en herhalingen in te lassen die eigen waren aan een 'normale' conversatie. De taal werd bewust onopgesmukt en 'alledaags' zodat de personages en hun sociale problematiek veel geloofwaardiger overkwamen.
Bij de toneelschrijvers werden de 'room plays' uit de naoorlogse jaren uitgedaagd door 'The Angry Young Men', zoals in het iconisch toneelstuk 'Look Back in Anger' van John Osborne en de kitchen sink dramas van Arnold Wesker. Eveneens uit de jaren 1950 dateert het sombere, absurdistische Waiting for Godot van de Ierse toneelschrijver Samuel Beckett, wiens stuk een grote invloed zou uitoefenen op het Britse drama. De dramatische kunst van het absurdisme beïnvloedde diepgaand het werk van latere toneelschrijvers in de laatste decennia van de 20e eeuw. Zo worden Harold Pinters stukken vaak gekarakteriseerd door dreiging of claustrofobie. Ook in Tom Stoppards stukken is deze invloed aantoonbaar, maar zijn werk is evenzeer gekenmerkt door geestigheid en een brede interesse in intellectuele kwesties die hij in heel wat stukken op het voorplan schuift. De anarchistische komedies van Joe Orton (Entertaining Mr Sloane, Loot) zochten in de jaren 60 de grenzen van het aanvaardbare op. Tegen die tijd was Terence Rattigan uit de mode geraakt, maar hij zag Ortons talent en nam hem onder zijn hoede.
Naar het eind van de twintigste eeuw toe besteedden toneelschrijvers toenemend aandacht aan persoonlijke problemen en psychische instabiliteit. Vermeldenswaard zijn de stukken van Sarah Kane en Caryl Churchill. Jez Butterworth veroorzaakte een sensatie met zijn stuk Jerusalem (2009), dat volgens critici ‘the state of England’ aan het begin van de 21e eeuw weergeeft.

## 20e-eeuwse genreliteratuur

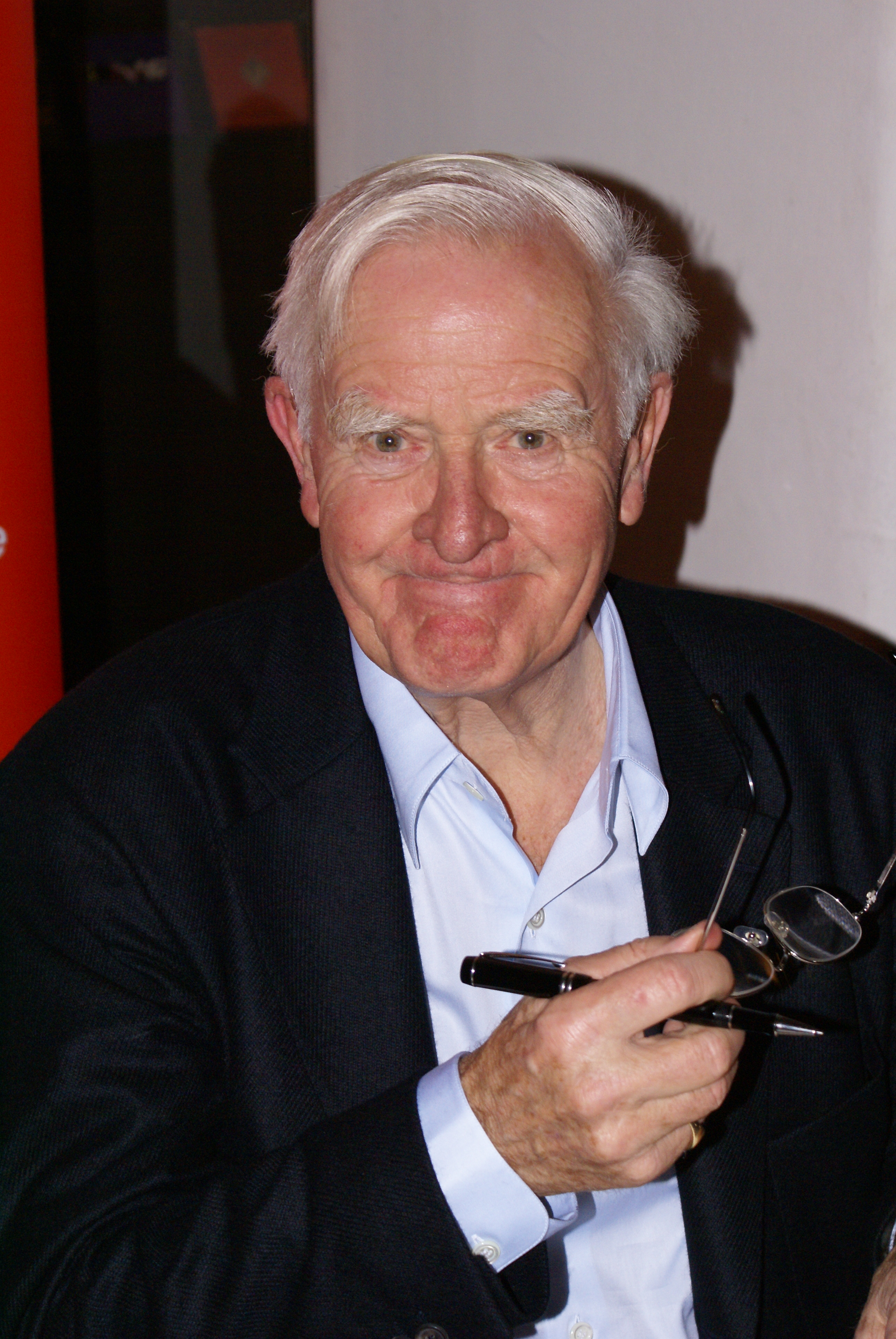
John le Carré in 2008

Agatha Christie (1890-1976) was een schrijfster van misdaadromans, korte verhalen en toneelstukken, die het bekendst werd met haar tachtig detectiveverhalen waarin ze de personages Hercule Poirot en Miss Marple ten tonele voerde. Het leverde haar de titel "Queen of Crime" op, temeer omdat ze een van de belangrijkste en meest innovatieve schrijvers in dit genre was met verhalen als Murder on the Orient Express en Death on the Nile. Een andere populaire schrijver van detectivefictie was Dorothy L. Sayers (1893-1957). Andere recente schrijvers die zich lieten opmerken in dit genre zijn Ruth Rendell, P.D. James en de Schot Ian Rankin.
Robert Erskine Childers' The Riddle of the Sands (1903) is een vroeg voorbeeld van spionagefictie. Een bekend schrijver in het genre van de spionageroman was John le Carré. Ian Fleming creëerde het personage James Bond in januari 1952, tijdens een vakantie op zijn Jamaicaanse landgoed "Goldeneye". Van zijn hand verschenen twaalf romans over James Bond, waaronder Casino Royale (1953), Live and Let Die (1954), Dr. No (1958), Goldfinger (1959), en Thunderball (1961).
In de latere jaren van de 20e eeuw begon men sciencefiction als literair genre ernstig te nemen onder invloed van het werk van schrijvers als Arthur C. Clarke en Isaac Asimov. Ook mainstream romanschrijvers zoals Doris Lessing en Margaret Atwood (Canada) waagden zich nu aan dit genre.

## Nobelprijswinnaars Literatuur
- Rudyard Kipling (1907): VK
- Rabindranath Tagore (1913): India
- W.B. Yeats (1923): Ierland
- George Bernard Shaw (1925): Ierland
- Sinclair Lewis (1930): VS
- John Galsworthy (1932): UK
- Eugene O'Neill (1936): VS
- Pearl S. Buck (1938): VS
- T.S. Eliot (1948): VS/VK
- William Faulkner (1949): VS
- Bertrand Russell (1950): VK
- Winston Churchill (1953): VK
- Ernest Hemingway (1954): VS
- John Steinbeck (1962): VS
- Samuel Beckett (1969): Ierland/Frankrijk
- Patrick White (1973): Australië
- Saul Bellow (1976): VS
- Isaac Bashevis Singer (1978): VS
- William Golding (1983): VK
- Wole Soyinka (1986): Nigeria
- Joseph Brodsky (1987): Rusland/VS
- Nadine Gordimer (1991): Zuid-Afrika
- Derek Walcott (1992): Saint Lucia, West-Indië
- Toni Morrison (1993): VS
- Seamus Heaney (1995): Ierland
- V.S. Naipaul (2001): VK
- J.M. Coetzee (2003): Zuid-Afrika
- Harold Pinter (2005): VK
- Doris Lessing (2007): VK
- Alice Munro (2013): Canada
- Bob Dylan (2016): VS
- Kazuo Ishiguro (2017): VK (geboren in Japan)